# La talpa (film 2011)
La talpa (Tinker Tailor Soldier Spy) è un film del 2011 diretto da Tomas Alfredson. Pellicola di spionaggio con sceneggiatura scritta da Bridget O'Connor e Peter Straughan, è tratta dall'omonimo romanzo del 1974 di John le Carré.
Il film è interpretato da Gary Oldman, nei panni del protagonista George Smiley, affiancato da Colin Firth, Tom Hardy, Mark Strong, Ciarán Hinds e Benedict Cumberbatch. Ambientata nella Londra dei primi anni settanta, la storia segue le indagini per trovare un agente doppiogiochista sovietico ai vertici dei servizi segreti inglesi.
Realizzato dalla Working Title Films e finanziato dalla società di produzione francese StudioCanal, il film è stato presentato in concorso alla 68ª Mostra internazionale d'arte cinematografica di Venezia, dove è stato accolto molto positivamente dalla critica e dal pubblico, ed ha anche ricevuto una standing ovation.
Il film è stato un successo sia di critica sia al botteghino. Ai Premi Oscar 2012, il film ha ricevuto tre candidature: migliore sceneggiatura non originale, migliore colonna sonora, e Gary Oldman ha ricevuto la sua prima candidatura come miglior attore.

## Trama
1973. "Controllo", il capo del servizi segreti inglesi (denominati "Circus"), invia l'agente Prideaux a Budapest, per incontrare un generale ungherese che ha promesso di vendere importanti informazioni. Prideaux viene però ucciso dagli agenti sovietici. Al fallimento della missione segue un incidente internazionale. "Controllo" e il suo braccio destro George Smiley sono costretti al pensionamento anticipato, e il primo, ormai anziano e già malato, muore poco dopo.
Percy Alleline diventa il nuovo capo del Circus, Bill Haydon è nominato suo vice, inoltre rimangono al vertice dei servizi segreti anche Roy Bland e Toby Esterhase. Negli ultimi tempi tutti e quattro hanno ottenuto materiale di eccezionale importanza dell'intelligence sovietica, grazie ad un progetto denominato "Operazione Strega". Prima del loro licenziamento, invece, sia "Controllo" che Smiley avevano diffidato delle informazioni provenienti da questa operazione. Il materiale dell'"Operazione Strega" viene condiviso con gli americani, in cambio dell'accesso inglese alle informazioni della CIA.
Qualche tempo dopo, Smiley viene richiamato ufficiosamente dal governo e gli viene chiesto di indagare sulle affermazioni dell'agente Ricki Tarr, che ha riferito di avere prove della presenza di una talpa, ossia un agente doppiogiochista al soldo dei sovietici, infiltrato ai vertici del "Circus", confermando così un sospetto che lo stesso "Controllo" aveva avuto prima di essere esonerato.
Smiley accetta di indagare e ottiene il permesso di potersi avvalere di alcuni fidati collaboratori di sua scelta. La sua indagine deve svolgersi in assoluto segreto, al di fuori e all'insaputa del Circus.
L'indagine inizia con l'interrogatorio degli agenti che hanno lasciato il Circus nel periodo in cui "Controllo" e Smiley erano stati licenziati. Una di questi era stata costretta alle dimissioni da Alleline dopo aver sostenuto che Alexei Polyakov, un addetto culturale sovietico a Londra, fosse il tramite con una possibile talpa presente nel Circus.

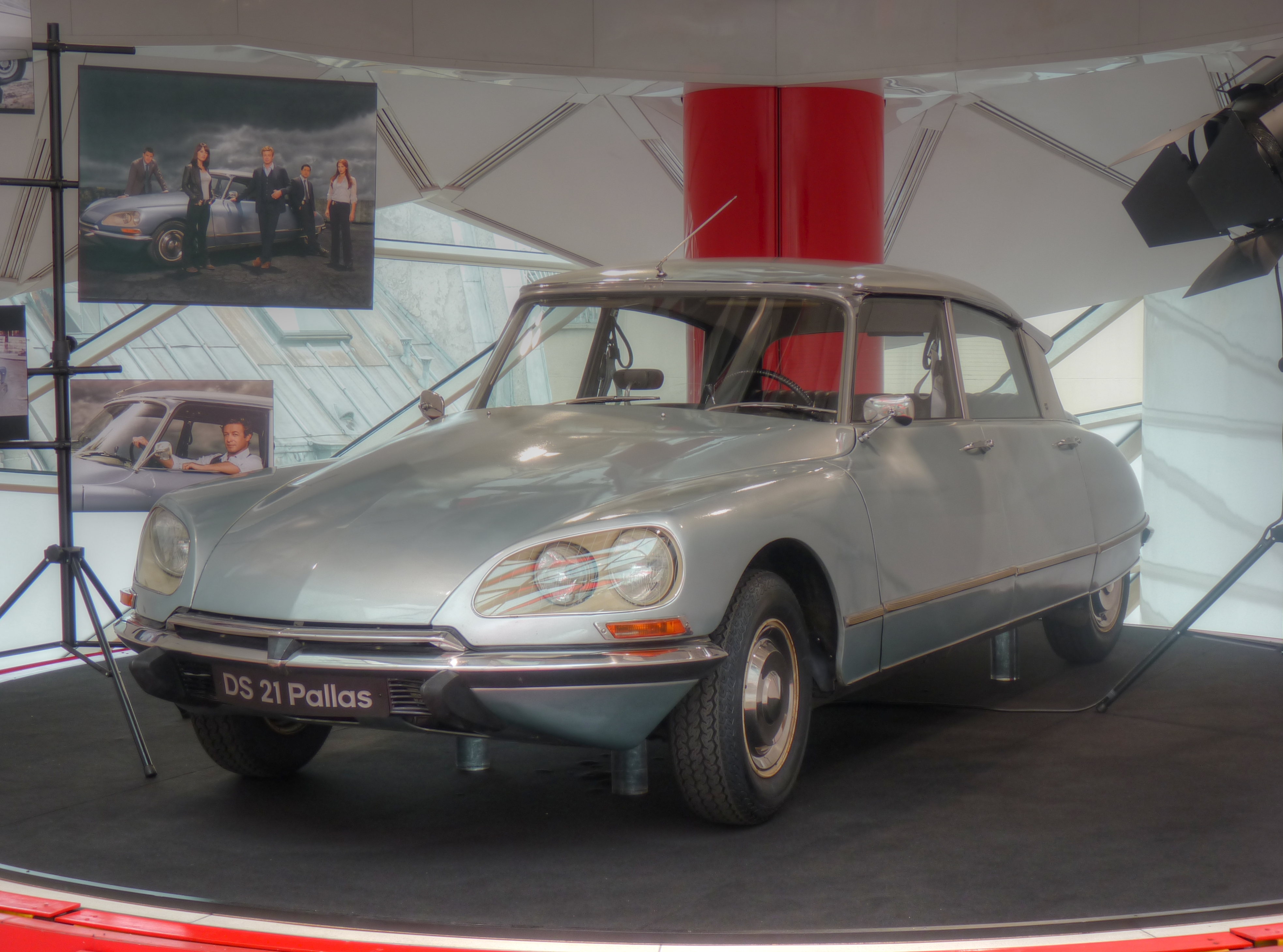
Una Citroën DS21, lo stesso modello utilizzato da Peter Guillam nel film

Tornato a casa, Smiley vi trova nascosto proprio Tarr che, braccato sia dai sovietici che dai vertici del Circus, gli racconta di essere stato inviato a Istanbul per indagare su un funzionario sovietico. Tarr aveva capito che era un agente segreto e che non si poteva corrompere; invece la moglie sembrava avere informazioni interessanti. Così Tarr era rimasto ad Istanbul e aveva intrapreso una relazione con lei, sia per amore che per guadagnarne la fiducia. La donna, però, sapeva che l'uomo era un agente inglese, e gli aveva proposto di vendere le sue informazioni in cambio di una nuova vita in Occidente.
Egli aveva quindi inviato a Londra la richiesta, ma la risposta era arrivata solo diverse ore dopo. Tarr, capendo che il suo messaggio era stato probabilmente intercettato dalla talpa, aveva cercato invano di salvare la donna, scoprendo che era stata rapita e imbarcata su una nave per Odessa. Accusato di aver rivelato informazioni ai russi e di aver disertato, aveva deciso di nascondersi. Proprio l'estrema tempestività della reazione sovietica, dopo la sua richiesta a Londra, dimostrava l'esistenza di una talpa.
Smiley chiede ad uno dei suoi collaboratori, che ha accesso al Circus, di rubare dagli archivi alcuni documenti, tra i quali il registro dei contatti avvenuti durante la notte in cui Tarr aveva inviato il suo messaggio. La pagina relativa a quella notte è stata tagliata, il che suggerisce che la versione di Tarr sia veritiera.
Smiley interroga un altro tra gli agenti licenziati: l'agente di turno nella notte in cui Jim Prideaux era stato ucciso a Budapest. L'ex agente rivela che quella notte, seguendo il protocollo di emergenza, aveva chiamato a casa lo stesso Smiley per chiedere istruzioni per risolvere la difficile situazione, ma non lo aveva trovato.
Fra i documenti sottratti al Circus, Smiley scopre un'incongruenza: tutti credono che Jim Prideaux sia rimasto ucciso durante la fallita missione in Ungheria, mentre dai documenti contabili esaminati risulta che il Circus ha corrisposto dei compensi a Jim Prideaux anche dopo tale missione, il che suggerisce che l'agente non sia morto. In realtà Jim Prideaux era stato imprigionato e successivamente liberato dai russi. Licenziato dal servizio, è stato costretto ad accettare un impiego come insegnante. Smiley lo rintraccia e l'uomo gli rivela che lo scopo della sua missione in Ungheria era stato di ottenere il nome della talpa da un generale ungherese pronto a disertare.
Prideaux racconta i particolari del suo interrogatorio: ciò che lo aveva sorpreso era che i sovietici già sapessero dell'inchiesta sulla talpa; gli interrogatori in realtà miravano solo a scoprire fino a che punto l'indagine fosse progredita.
Smiley capisce che Alleline, Haydon, Bland e Esterhase si riuniscono regolarmente per incontrare Polyakov, al fine di ottenere il materiale dell'Operazione Strega, confermando come Polyakov sia il tramite tra il Circus e la fonte segreta denominata "Strega". Ad ogni incontro, uno dei quattro, a turno, consegna a Polyakov materiale di intelligence di bassa qualità, ma uno di questi uomini, la talpa, gli cede invece informazioni fondamentali che in tal modo garantiscono ai sovietici accesso al materiale condiviso dai servizi segreti americani. Smiley ha ormai ristretto il cerchio delle indagini, poiché la talpa non può che essere uno dei quattro.
Durante un incontro riservato col ministro, Smiley riferisce il risultato delle sue indagini, dalle quali emerge anche l'enormità del danno provocato dalla talpa. Egli ottiene così dal governo carta bianca per l'operazione che dovrà intrappolarla.
Smiley comincia mettendo alle strette quello che appare come l'anello debole nel gruppo dei sospettati: Esterhase, da cui ottiene l'indirizzo della casa dove avvengono gli incontri con Polyakov. Quindi allestisce la trappola: Tarr è inviato nella sede di Parigi e da lì annuncia alla sede di Londra di conoscere il nome dalla talpa. Questa si accorge del messaggio di Tarr e dà appuntamento a Polyakov nella casa, per concertare l'omicidio di Tarr per mano dei sovietici. Smiley, già appostato all'interno della casa, alla fine scopre il traditore: è Haydon.
Haydon confessa che, vista la loro stretta amicizia, prima di partire per l'Ungheria Prideaux gli aveva confidato i sospetti di "Controllo", e di aver provveduto a riferirli ai sovietici.
Mentre il Circus sta progettando lo scambio di Haydon coi sovietici, Prideaux, avendo scoperto di esser stato tradito dall'amico, lo uccide.
Alla fine dell'inchiesta, a Smiley, nominato direttore del Circus, spetta l'arduo compito di ricostruire il servizio segreto.

## Produzione
Il romanzo di John le Carré era già stato adattato per il piccolo schermo nel 1979, nella miniserie televisiva La talpa diretta da John Irvin ed interpretata da Alec Guinness. Fu lo sceneggiatore Peter Morgan a suggerire alla Working Title Films di realizzare un potenziale adattamento cinematografico del libro La talpa.
Tim Bevan, co-presidente della società, subito entusiasta, riferì di aver contattato personalmente Morgan affinché scrivesse la sceneggiatura. In realtà lo stesso Bevan ammise che, alcuni anni prima, dopo aver visionato il film tedesco Le vite degli altri, aveva pensato di finanziare un thriller inglese sul tema dello spionaggio, un film che esteriormente fosse un «vero giallo» ma che possedesse anche «degli spunti drammatici». Bevan inoltre riferì: «A vent'anni dalla caduta del Muro di Berlino, ci troviamo in un mondo molto differente e ho pensato che realizzare un film sulla guerra fredda con il beneficio della distanza poteva rivelarsi un'idea interessante. [...] Ho pensato: perché non realizzare un thriller in lingua inglese sull'argomento? [...] Appena Morgan menzionò il libro, lo ricordai benissimo come uno dei capolavori fra i romanzi di le Carré e una pietra miliare sulla guerra fredda».
Bevan iniziò a lavorare alla preparazione del lungometraggio con il collega e co-presidente della Working Title, Eric Fellner e la produttrice Robyn Slovo. Subito dopo, le Carré accettò la proposta di adattare il suo romanzo, diventando inoltre produttore esecutivo del film, ma insistendo affinché gli autori non gli rimanessero troppo fedeli. Tim Bevan affermò che nel film era stato realizzato un vero e proprio «numero di equilibrismo» in quanto, a suo parere, la trama non era stata spiegata con troppa semplicità, ma nemmeno in maniera eccessivamente complessa. Confermò inoltre di aver tentato di creare, con l'aiuto degli altri produttori e del regista, un film sia intelligente che redditizio: sapendo infatti che molte persone ultraquarantenni, soprattutto inglesi, avevano letto il libro o comunque conoscevano la serie televisiva, immaginava che, per questa ragione, esistesse già un pubblico di base numeroso che avrebbe potuto vedere il film.
Il budget del film si aggirò attorno ai 21 milioni di dollari, grazie al sostegno finanziario della casa di produzione francese StudioCanal. I produttori esecutivi del film, oltre a Morgan e Le Carré, sono stati: Douglas Urbanski, tra l'altro manager di Gary Oldman; Debra Hayward, collaboratrice di Bevan e Fellner alla Working Title Films; Oliver Courson, manager di StudioCanal; Liza Chasin, presidente della filiale americana della Working Title Films; e Ron Halpern, manager di StudioCanal.

### Sceneggiatura
(Peter Straughan su Variety)
L'adattamento cinematografico era stato inizialmente avviato da Peter Morgan dopo aver scritto una bozza della sceneggiatura, offerta alla Working Title Films. Morgan abbandonò successivamente il film come sceneggiatore per motivi personali, rimanendo però in veste di produttore esecutivo. A seguito della partenza di Morgan, la Working Title ingaggiò Peter Straughan e sua moglie Bridget O'Connor per scrivere una nuova sceneggiatura.
Straughan ammise che sia lui che la O'Connor erano nervosi prima di iniziare l'adattamento del romanzo, soprattutto perché la serie televisiva era diventata un'icona degli anni settanta. Straughan affermò inoltre di aver letto il libro più volte, di aver poi elaborato un grafico con la struttura di base del film e solo successivamente di aver trascritto diverse bozze della sceneggiatura. La coppia si incontrò molto spesso con John le Carré durante le iniziali fasi di stesura per discutere sul romanzo, e per ascoltare i suoi ricordi sui servizi segreti britannici. Fu uno dei ricordi di Le Carré ad aver ispirato la scena della festa di Natale, che invece non era presente nel libro: «John ci ha raccontato di una festa alquanto particolare che era sfuggita di mano agli invitati — ha spiegato Straughan — Gli agenti segreti infatti gettavano bottiglie fuori dalla finestra, e la polizia continuava a richiamarli». Straughan dichiarò che Le Carré, durante i loro incontri, li aveva incoraggiati a «fare il film del film e non il film tratto dal libro» in modo che l'opera fosse di loro proprietà intellettuale e non troppo attaccata alle vicende del romanzo.
Il produttore Bevan rivelò che i due sceneggiatori avevano lavorato a stretto contatto anche con Alfredson per circa un anno in totale. Nei progetti di Straughan, della O'Connor e di Alfredson la sceneggiatura doveva mantenere la complessità del libro, trattando anche i rapporti dei diversi personaggi, basandosi sulle questioni di amicizia, tradimenti e fedeltà già immaginate da Le Carré. Straughan ammise che sia lui che la O'Connor si erano interessati maggiormente delle preoccupazioni sociali principali del romanzo, in particolare del costo umano della guerra fredda che costituiva, secondo loro, il cuore emotivo del labirinto del romanzo. Non solo, i due sceneggiatori vollero anche approfondire l'aspetto dell'omosessualità nel loro adattamento: negli anni '70, in Gran Bretagna, non veniva ammessa e spesso c'erano degli agenti segreti che non potevano dichiararsi pubblicamente perché altrimenti avrebbero potuto subire ricatti.
Il film fu dedicato a Bridget O'Connor, deceduta nel settembre 2010, durante la fase di produzione. Bridget O'Connor e Peter Straughan per la loro sceneggiatura vinsero, tra l'altro, il BAFTA alla migliore sceneggiatura non originale e il San Francisco Film Critics Circle Award alla migliore sceneggiatura non originale e furono candidati all'Oscar alla migliore sceneggiatura non originale. Alla cerimonia di premiazione dei Premi BAFTA 2012 Straughan sul palco, scherzando, riferendosi alla moglie le dedicò il premio: «Lei aveva scritto tutti i pezzi migliori, mentre io invece preparavo il caffè [...] Era molto viscerale, aveva un senso dell'umorismo nero come la pece!»

### Regia

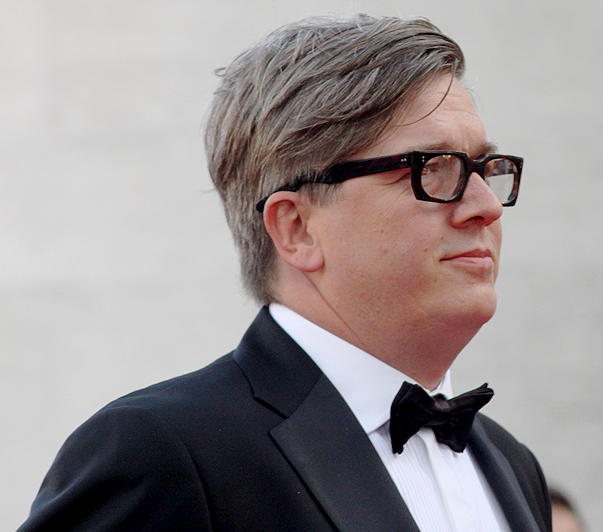
Tomas Alfredson all'anteprima de La talpa a Londra, nel 2011

Inizialmente Park Chan-wook fu considerato come regista del film ma alla fine decise di rifiutare. Intervistato, riferì successivamente: «Non ero sicuro della mia capacità di adattare il film senza danneggiare l'originale romanzo e mi sono preoccupato di come soddisfare sia le persone che avevano letto il libro sia chi non l'aveva fatto» ha anche affermato: «Ho davvero apprezzato il film e l'ho visto due volte al cinema. Ma proprio perché sapevo che mi sarebbe piaciuto così tanto, ho deciso di non dirigerlo».
Mentre la produzione continuava a cercare un regista per il film, Tim Bevan dichiarò di aver ricevuto una telefonata privata da Tomas Alfredson. Il cineasta svedese aveva infatti saputo che la Working Title avrebbe realizzato "La talpa", ed era interessato. Bevan ricordò: «Mi aspettavo che si presentasse alla soglia un giovane svedese alla moda. Invece entrò un uomo altissimo, più o meno della mia età, ed era piuttosto taciturno». Inoltre Le Carré, dopo essere venuto a sapere che Alfredson aveva fatto domanda alla produzione, avendo visto e apprezzato il suo precedente film Lasciami entrare, spinse per scegliere lui. Il regista svedese fu confermato nel luglio 2009. La talpa è stato il suo primo film in lingua inglese.
Alfredson, intervistato sulla direzione della pellicola, rivelò: «Bisognava darsi da fare... La prima volta che abbiamo riunito gli attori nella sala conferenze, c'era molta concentrazione sul set. Dopo però mi sono rimboccato le maniche e mi sono messo al lavoro. Tuttavia è stato un lusso poter avere così tanti attori di talento che lavoravano insieme per raggiungere lo stesso obiettivo». Il regista rivelò inoltre: «Non sono un gran lettore di romanzi di spionaggio. Sono altre le qualità del libro che mi hanno attratto: per esempio i rapporti tra i vari personaggi. [...] Credo che ormai la guerra fredda sia lontana. Il romanzo sembra scritto durante la guerra fredda, la serie TV è stata girata alla fine della guerra fredda... e ora una distanza storica ci separa da quell'epoca. Abbiamo lo stesso periodo visto da tre prospettive diverse. Io ho cercato di immaginarlo da questa terza prospettiva».
Il regista affermò di essere stato, prima dell'inizio delle riprese, molto nervoso soprattutto a causa del cast che, a suo parere, era composto da alcuni tra i migliori attori inglesi. Ha anche confermato di non essersi ispirato a nessuna spy-story del passato, anzi l'ispirazione era arrivata osservando alcuni dipinti e captando l'atmosfera di alcuni brani musicali. Dichiarò anche di aver pianificato con cura il suo lavoro prima delle riprese, e di aver scelto inquadrature e riprese sempre lontane con lenti molto forti, in modo tale che la macchina da presa sembrasse un voyeur, come una terza persona che spiasse i protagonisti. A suo dire, in questo modo si sarebbe dilatata la tensione di quello che succedeva nel film.
Per la sua regia, Alfredson vinse diversi premi come il BAFTA al miglior film britannico, l'International Online Film Critics' Poll al miglior regista, il Premio FIPRESCI al festival di Stoccolma. È stato inoltre candidato a diversi altri premi: al BAFTA al miglior regista, al Satellite Award per il miglior regista, al British Independent Film Award al miglior regista, al Georgia Film Critics Association Award alla miglior regia, all'Empire Awards per il miglior regista e, al Leone d'oro al miglior film al Festival di Venezia.

### Casting
Il casting fu affidato a Jina Jay. La Jay rivelò: «In questo film ogni attore ha bisogno di mantenere la propria parte all'interno di un complesso e mutevole cerchio di relazioni. Così è stato chiaro sin dall'inizio che la sfida fosse come inserire quei "pezzi" di quell'insieme complesso in un modo che fosse bilanciato» e inoltre ha detto «lavorare su "La talpa" con Tomas e Robyn è stato una vera gioia, e io mi sono sentita sempre fortunata». Slovo disse che il casting iniziò durante la 3ª stesura della sceneggiatura.
Per lanciare il film, la Jay in primo luogo esplorò assieme al regista ed alla produttrice Robyn Slovo i singoli personaggi e i loro specifici sentimenti, per poi scrivere un elenco di suggerimenti accompagnati da: «discussioni sulle mie idee preferite per il ruolo». Gary Oldman fu scelto per interpretare il ruolo del protagonista, George Smiley. La produttrice Robyn Slovo affermò che la scelta di Oldman era stata tutto merito di Jina Jay. Inizialmente, per il ruolo del protagonista, i produttori e il regista stavano prendendo in considerazione attori di almeno una decina di anni più vecchi di lui.
David Thewlis e Ralph Fiennes furono considerati per dei ruoli non specificati, ma alla fine non entrarono nel cast. Successivamente si unirono invece Colin Firth e Mark Strong. Michael Fassbender fu in trattative per il ruolo di Ricki Tarr, ma il programma delle riprese andava in conflitto con il suo lavoro in X-Men - L'inizio, così i produttori decisero di affidare la parte a Tom Hardy. Jared Harris era stato scelto per far parte del cast, ma dovette abbandonare il progetto, a causa di conflitti di programmazione con Sherlock Holmes - Gioco di ombre, venendo sostituito quindi da Toby Jones.
Jina Jay, per il suo contributo al film, vinse l'Online Film & Television Association Award al miglior casting.

### Interpreti
Considerato uno dei «migliori cast di tutti i tempi», il cast de La talpa è composto, secondo il parere alcuni critici, dal meglio del cinema inglese. Il regista si disse entusiasta degli attori scelti, rivelando che «con un cast come questo chiunque avrebbe lavorato bene, a Hollywood o altrove»:

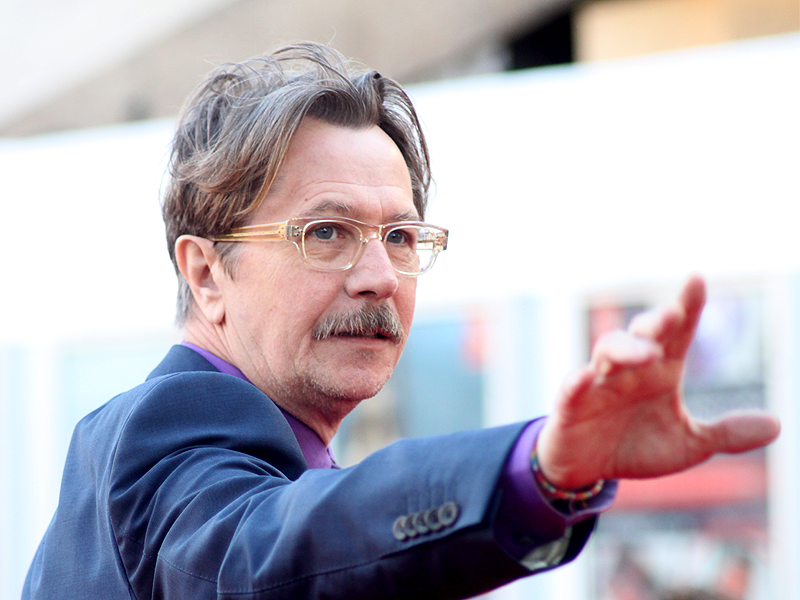
Gary Oldman alla prima de La talpa a Londra, nel 2011

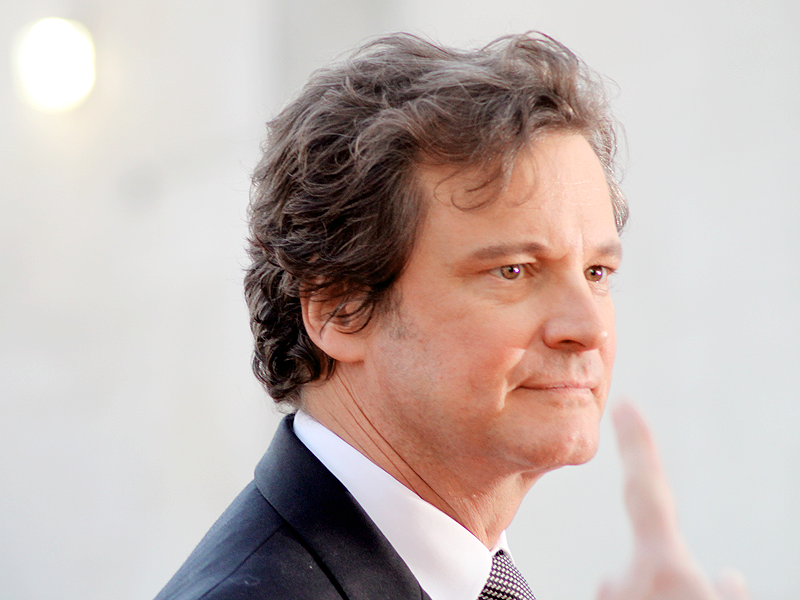
Colin Firth alla prima de La talpa a Londra, nel 2011

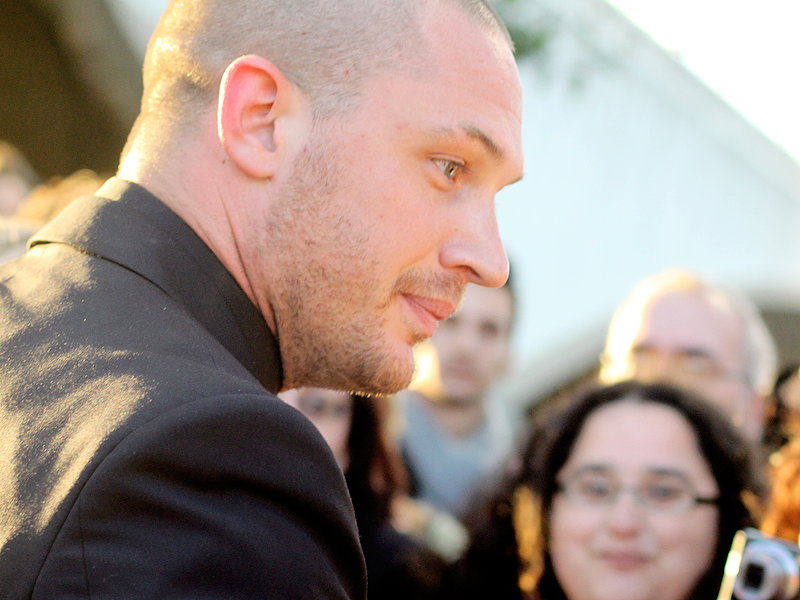
Tom Hardy alla prima de La talpa a Londra, nel 2011

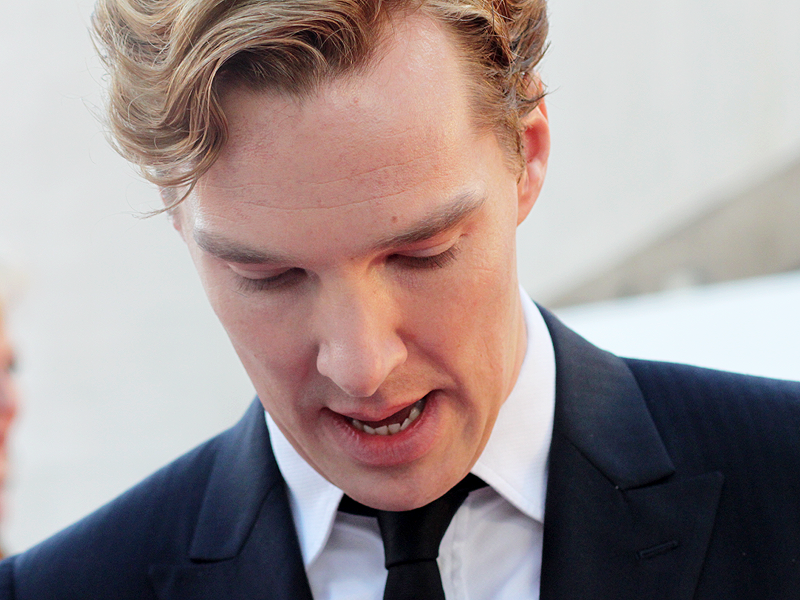
Benedict Cumberbatch alla prima de La talpa a Londra, nel 2011

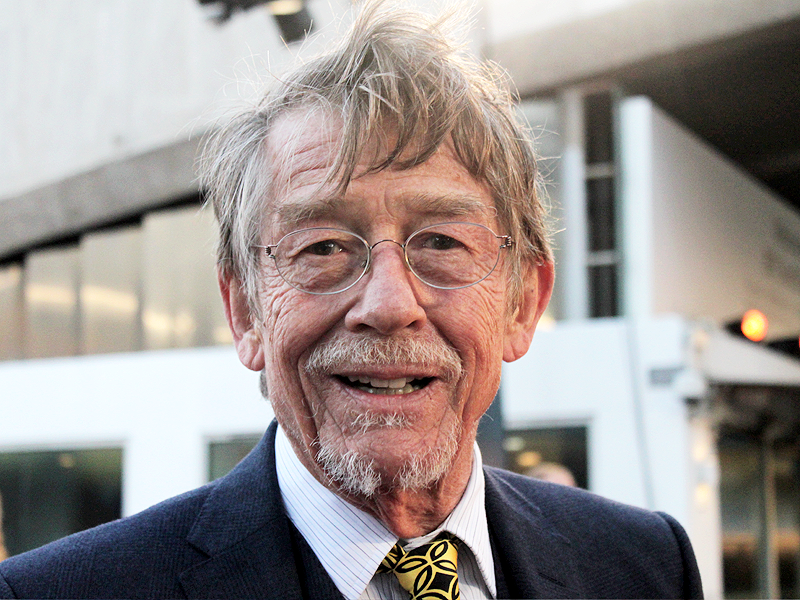
John Hurt alla prima de La talpa a Londra, nel 2011

- Gary Oldman è George Smiley[38], ex funzionario del MI6 è costretto al pensionamento anticipato a seguito del fallimento della missione a Budapest, dove l'agente Jim Prideaux è stato ferito. Smiley è un personaggio dotato di un'intelligenza, e una memoria, fuori dal comune, abbinate a una capacità di concentrazione che gli permettono di essere considerato sia dai colleghi che dai nemici come una persona degna della massima attenzione. Viene incaricato dal sottosegretario Oliver Lacon di scovare una "talpa", una spia sovietica che si annida tra i più alti membri dei servizi segreti britannici. Oldman, spesso interprete di personaggi emotivamente e fisicamente instabili, intervistato ha riferito: «Un attore è alla mercé dell'industria e deve aspettare che gli vengano offerti ruoli interessanti. Christopher Nolan mi ha affidato il personaggio del commissario Gordon e ciò ha permesso di mostrare un lato inedito di me. Tomas Alfredson ha fatto lo stesso. Per costruire questo personaggio non ho dovuto faticare molto perché avevo a disposizione il libro di John le Carré e la sceneggiatura in cui erano contenute tutte le intenzioni e i sentimenti dei personaggio».[37] Ha inoltre affermato: «Mi è stato offerto un ruolo fantastico. Poi c'era Tomas Alfredson... mi piace scegliere le persone giuste! È fantastico... nel caso di questo film, ha stupito tutti! È il suo secondo film ed è molto coraggioso. Inoltre, è nella sua seconda lingua: credo abbia fatto qualcosa di molto speciale. Ho accettato la parte perché volevo lavorare con Tomas. Poi c'è un cast... sensazionale»[39], e sul suo personaggio ha detto: «C'è della crudeltà in Smiley. È presente anche nel libro... è un lato del carattere di Smiley che Alec Guinness non ha messo in evidenza. Probabilmente la sua è stata una scelta ponderata: il suo Smiley è più simpatico di quello che interpreto io. Il personaggio di Smiley va affrontato come un ruolo classico: l'interpretazione di Guinness è molto famosa e anche molto amata. Quando interpretano Amleto gli attori fanno i conti con i fantasmi di Gielgud, Burton e altri che lo hanno interpretato precedentemente, ma bisogna evitare i confronti e dare un'interpretazione personale. Io spero di esserci riuscito!».[39] Oldman ha anche dichiarato di aver basato la sua interpretazione soprattutto su un dialogo del romanzo in cui viene detto che Smiley somiglia ad un rettile, in quanto sembra abbassare la sua temperatura fino a che non diventi la stessa della sala in cui si trova.[30]
- Colin Firth è Bill Haydon:[38], ossia uno tra gli alti dirigenti dei servizi segreti inglesi, ed uno dei possibili sospettati secondo Controllo. È il capo della stazione di Londra. Al termine delle indagini, si scopre che proprio Haydon è l'agente doppiogiochista, reclutato da Karla, capo dei servizi segreti sovietici. È legato da un profondo vincolo di amicizia a Jim Prideaux. Colin Firth, intervistato, ha elogiato il regista: «È una persona molto affascinante. Non sempre i grandi registi lo sono ma se lo sono è meglio. [...] Tomas è molto chiaro: parla l'inglese meglio di molti inglesi. Con la sua presenza riusciva ad agevolare le cose»[40], e definendo la sceneggiatura: «Fantastica! Sono stato colpito dal coraggio, dall'immaginazione e dalla raffinatezza che ci sono voluti per far tacere il film fino a quel punto. L'elemento chiave è il silenzio. Ci si può far intimorire da una lingua così ricca... e cercare di copiarla il più possibile nella sceneggiatura. Inoltre nel libro ci sono molte informazioni e indizi che sono rivelati nei dialoghi. Nel film sono riportati, ma con grande parsimonia. L'elemento chiave dell'adattamento è il silenzio: il silenzio rende il film più efficace. Va reso merito a Peter Straughan e Bridget O'Connor di aver scelto questo approccio e di averlo portato avanti con coraggio, senza mai arrendersi a un senso di fretta e urgenza. Il film ha il suo ritmo: per questo emana fiducia».[40] Per prepararsi per il ruolo, Colin Firth ha rivelato di aver visionato più volte i filmati di una conferenza stampa del 1955 alla quale aveva partecipato Kim Philby, a cui il suo personaggio è chiaramente ispirato.[30]
- Tom Hardy è Ricki Tarr:[38]. Mandato in missione ad Istanbul, scopre da un disertore sovietico, l'agente del KGB Irina, dell'esistenza della "talpa". È uno dei collaboratori di Smiley durante la sua indagine. Hardy ha rivelato che: «L'alchimia sul set era fantastica. L'intera esperienza è stata importante. Lo si capisce anche dal riscontro della stampa e da quello del festival di Venezia. Questo film funziona alla perfezione grazie a qualità e appeal. Non c'è una sola cosa che lo riguardi che non sia eccezionale. Su molti dei set dove ho lavorato c'era qualcosa che non funzionava, mentre sul set de "La talpa" tutto è sempre filato liscio».[41] Ha inoltre elogiato la sceneggiatura: «La sceneggiatura è molto bella, ben scritta e ha forza. Queste sono qualità rare. Ha carattere, a tratti è divertente, ti tiene sulla corda e la suspense è presente in ogni pagina. Ha un ritmo incalzante ed è avvincente: è un libro ben costruito. La cosa non dovrebbe sorprendermi... visto che il meglio del cinema inglese ha aderito al progetto: nomi come Toby Jones, John Hurt, Colin Firth, Stephen Graham, Benedict Cumberbatch e ovviamente Gary Oldman che è il protagonista. È merito anche della bravura dei produttori, degli sceneggiatori e del regista».[41]
- Benedict Cumberbatch è Peter Guillam:[38], uno dei più stretti collaboratori di Smiley durante la sua indagine. Cumberbatch si è detto entusiasta di aver partecipato al film: «Sono felice che mi venga richiesto di partecipare a film importanti. Questo è un ruolo che ogni attore sarebbe felice di ricoprire perché è tutto giocato sulle sfumature, è una parte molto impegnativa. Devo dire che in questa fase della mia carriera mi sto divertendo moltissimo e sono molto felice».[37] Cumberbatch ha inoltre descritto il suo ruolo come un fondamentale esercizio di recitazione.[30] Ha inoltre rivelato di aver sempre sognato di far parte del cast di un film adattato dai romanzi di John le Carré e, più in generale, di aver sempre desiderato d'interpretare una spia perché «non è mai quello che sembra!».[42]
- John Hurt è "Controllo":[38], ex capo dei servizi segreti, che crede che all'interno del MI6 si nasconda un agente doppiogiochista. Per questo motivo invia in missione Jim Prideaux a Budapest. La missione fallisce e Controllo assieme a Smiley è costretto a dimettersi, morendo poco dopo. John Hurt in un'intervista ha dichiarato: «Ricordo bene la tensione e l'atmosfera politica dell'epoca, le nevrosi. John Le Carré è riuscito a catturare l'essenza di quegli anni nei suoi libri e La talpa è il suo capolavoro perciò sono onorato di aver potuto partecipare al film».[37] Ha inoltre lodato la scenografia: «La scenografia è assolutamente fantastica. Evoca immediatamente i luoghi dello spionaggio. Te li descrive!».[43] Ha elogiato anche la sceneggiatura e l'interpretazione di Gary Oldman, ha inoltre confermato che è stata una «gioia completa dall'inizio alla fine» partecipare alla produzione del film. Secondo lui, la pellicola ha portato alla luce il «naturale e meraviglioso regista» Tomas Alfredson.[44] Sul film in generale ha detto: «È stato un insieme completo che ha funzionato egregiamente. Penso che sia un film eccezionale!»
- Mark Strong è Jim Prideaux:[38], agente dell'MI6, viene mandato da Controllo a Budapest per incontrare un generale ungherese che conosce il nome della "talpa" che da anni si annida al vertice dei servizi segreti. Durante la missione viene ferito, imprigionato e interrogato dagli agenti di Karla. Sopravvissuto, viene rimandato a Londra e licenziato. Viene interrogato da Smiley durante la sua indagine. È legato da un profondo vincolo di amicizia a Bill Haydon. Strong ha rivelato che, secondo lui, molti aspetti del suo personaggio erano già contenuti nel libro di Le Carré, che lui aveva letto in adolescenza, e non ha dovuto fare altro che seguire le indicazioni del romanzo per interpretare Prideaux.[37][45] Ha inoltre lodato il cast, gli sceneggiatori e il regista Alfredson.[45] Ha anche rivelato che i costumi e il parrucchino che ha indossato durante il film, hanno dato un tocco di simpatia e vulnerabilità al suo personaggio.[45]
- Toby Jones è Percy Alleline:[38] nuovo capo dei servizi segreti è succeduto a Controllo dopo il fallimento della missione a Budapest. Ha detto: «Ho la sensazione che avessero rinunciato alla propria vita per sposare una causa» e inoltre «Ogni personaggio è potenzialmente sia un pedone che un cavaliere».[46][47] In un'altra intervista ha rivelato: «Ci sono diverse scene altamente cariche nel film, circa cinque o sei, che si svolgono attorno a un tavolo. Sono scene interessanti per un attore. [...] È affascinante l'esercizio di come mantenere sé stessi fermi perché un qualsiasi, anche impercettibile, movimento può renderti un possibile sospettato. Si deve essere iperconsapevoli di ogni gesto che si fa. Insomma, si deve interpretare al meglio un personaggio in un contesto nevrotico».[48]
- Ciarán Hinds è Roy Bland:[38], è uno tra gli alti dirigenti dei servizi segreti, ed uno dei possibili sospettati secondo Controllo. È il capo della sezione "Paesi oltre cortina".[47] Hinds ha detto: «Il film ha un cast straordinario, ed è stato ripreso in uno stile molto diverso da quelli che molti hanno visto in precedenza. È come essere osservati! Tu sei una spia, lavori per l'MI6, il Circus, ma c'è una macchina fotografica che sembra spiare su di te. Penso che diventerà un film affascinante. Ha il coraggio di essere un film straordinario...».[49]
- David Dencik è Toby Esterhase[38], è un altro dei possibili sospettati secondo Controllo. Di origine ungherese, Esterhase è il capo della sicurezza interna. Ha servito, anche se indirettamente e senza saperlo, la talpa.

Tra gli altri: Stephen Graham interpreta Jerry Westerby; Simon McBurney interpreta Oliver Lacon il sottosegretario del ministero del tesoro; Svetlana Khodchenkova interpreta Irina; Kathy Burke interpreta Connie Sachs un'agente costretta alla pensione; infine Roger Lloyd Pack interpreta Mendel, uno dei collaboratori di Smiley durante l'indagine.

### Riprese

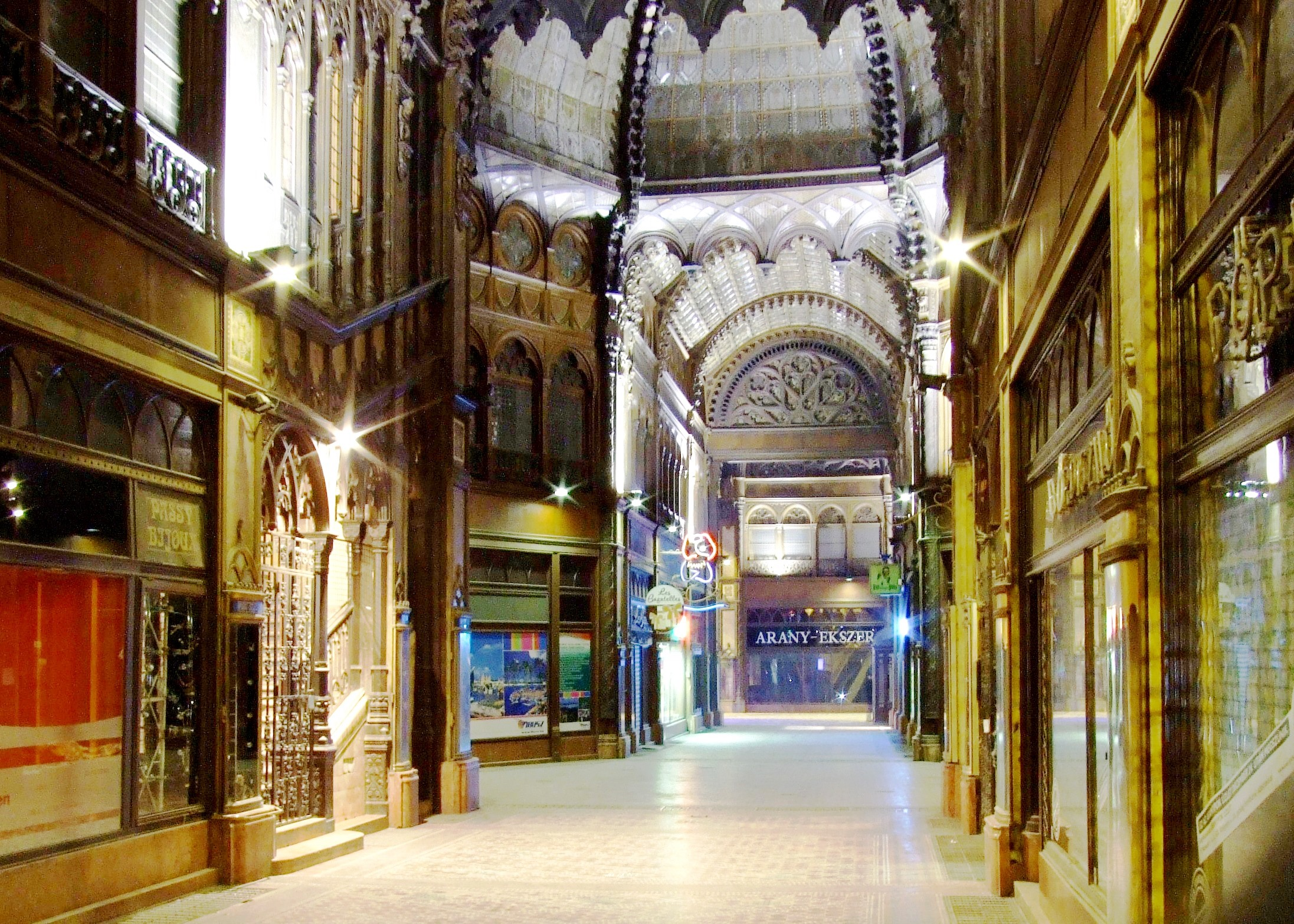
La "Párizsi Udvar" a Budapest, il set per la scena del Bar ungherese

Le riprese del film si sono svolte tra Londra, Budapest ed Istanbul.
Il periodo in cui si sono svolte è compreso tra il 7 ottobre e il 22 dicembre 2010. Dell'intero periodo di riprese, circa 50 giorni sono stati spesi presso Londra o nelle vicinanze. Le scene interne sono state girate principalmente in una ex-caserma a Mill Hill, a nord di Londra.
La Blythe House a Kensington Olympia, ad ovest di Londra, è stata utilizzata come esterno per il "Circus". L'edificio è in realtà un magazzino del "Victoria & Albert Museum" (V & A), del "British Museum" e dello "Science Museum", dove è conservata la maggior parte degli artefatti non mostrati al pubblico.
La sala interna del Párizsi Udvar di Budapest è servita da location per la scena del bar ungherese, in cui Jim Prideaux viene ferito.
L'Empress Coach Works ad Haggerston è stato utilizzato come set per la casa di Polyakov. Le altre scene sono state girate all'Hampstead Heath e all'Hampstead Ponds, dove cioè si vede Smiley nuotare, e anche all'interno del dipartimento di fisica dell'Imperial College London. Le riprese esterne dell'Islay Hotel, un fatiscente albergo che Smiley utilizza inizialmente come base della sua indagine, e che secondo la descrizione del film si trovava vicino alla Liverpool Street Station, sono state girate presso Wilkin Street.
Gli eventi, che nel romanzo si svolgono in Cecoslovacchia, nel film sono stati spostati in Ungheria. La troupe ha girato a Budapest per cinque giorni. La troupe ha anche girato a Istanbul per nove giorni. La produzione inoltre scelse Hoyte van Hoytema come direttore della fotografia, e Dino Jonsäter come editore. Entrambi avevano collaborato con Alfredson nel suo film precedente.

### Scenografia
La scenografia del film fu affidata a Maria Djurkovic. Per aiutarla, come decoratrice del set, fu scelta Tatiana MacDonald.
In realtà, come ha rivelato la produttrice Robyn Slovo, il regista era molto indeciso nello scegliere lo scenografo adatto al film. Lui e gli altri produttori hanno incontrato, in fase di produzione, tra i 12 e i 14 progettisti, perché per il regista il design era fondamentale. Solo alla fine si è deciso per la Djurkovic.
L'arredamento improntato ad una atmosfera cupa e paranoica, attraverso camere insonorizzate, file di schedari e archivi segreti. Secondo la Djurkovic «tutto deve funzionare sulla forma». I colori utilizzati nella scenografia oscillano tra il verde spento dei mobili al giallo senape, soprattutto utilizzato nelle stanze insonorizzate dove gli agenti si incontrano: scrivanie di metallo, lampade e altri mobili rétro devono creare l'atmosfera lugubre entro la quale si muovono i personaggi. Sempre secondo la Djurkovic: «Per far sì che la scenografia funga da carattere predominante del film, deve sembrare autentica». Per creare una scenografia di questo tipo la Djurkovic ha riferito di «aver avuto i giusti contatti da cui attingere informazioni»
Ha inoltre riferito: «Le pareti del reparto scenografico sono state riempite di riferimenti da cima a fondo. Tomas è un vero cultore di immagini; è davvero straordinario e di solito non gli piacciono le cose ovvie. È così audace che ho potuto spingermi un po' all'estremo. Per esempio, c'è una scena deprimente nella cella di una prigione. L'arredatrice ed io abbiamo scovato una carta da parati a tenui quadrettini rosa e azzurri con piccoli fiori dorati. L'ho mostrata a Tomas, e mi ha detto: "L'adoro!"»
La scenografa e il regista, inoltre, desideravano assolutamente evitare quegli elementi stereotipati degli anni '70 come ad esempio le carte da parati con grandi disegni geometrici marroni e arancioni. Visto il tenore della storia e i suoi personaggi, hanno optato per qualcosa di relativamente misurato e sottile: ad esempio la sala del Circus è totalmente rivestita da materiale fonoassorbente e non da carta da parati.
La Djurkovic ha rivelato che Alfredson aveva l'idea che il Circus fosse costituito da un nucleo esterno all'edificio e, che dentro questo, ci fosse un nucleo interno. All'interno del palazzo c'erano diversi piani: il quinto piano, quello superiore, è stato utilizzato come epicentro del Circus, e proprio al centro del piano c'era la "Sala Conferenze". Alfredson ha avuto l'idea che gli uffici dei protagonisti fossero blocchi singoli. Nel mezzo di tutti i blocchi ci doveva essere un super-blocco, che fungeva proprio da "Sala Conferenze". Essendo lo spazio più segreto del "Circus", in cui i protagonisti si incontravano, doveva distinguersi dagli altri. Per differenziarlo allora la Djurkovic decise di ricoprire le pareti non di una semplice carta da parati ma di uno speciale materiale insonorizzante giallo, che avrebbe di certo avuto un grande impatto visivo.
Per il suo lavoro la Djurkovic ha vinto l'European Film Award alla migliore scenografia, il British Independent Film Award al miglior contributo tecnico, il London Film Critics Circle Award al migliore contributo tecnico ed è stata candidata al BAFTA alla migliore scenografia e all'Art Directors Guild Award alla migliore scenografia in un film storico. Non solo, il sito internet Art DepartMental ha posizionato il lavoro della Djurkovic nel film al 3º posto tra le "10 migliori scenografie dell'anno".

### Costumi
I costumi del film furono disegnati e curati da Jacqueline Durran.
La Durran ha dovuto "tessere" nei costumi ogni sfaccettatura dei personaggi, pur cercando di metterne in luce la natura riservata. In ogni caso, secondo lei, gli abiti dei membri dell'intelligence, storicamente, erano rimasti semplici e stabili, per questo motivo i suoi collaboratori si sono molto allontanati dagli stereotipi degli anni '70. «Quando si guardano gli uomini del 1973, non sembra che stiano indossando abiti anni '70. – afferma la costumista – Infatti 40 anni fa i vestiti erano meno accessibili, e la gente indossava gli stessi abiti più a lungo». Le spie, in particolare, secondo lei, non erano mai state particolarmente di moda, e ha scoperto che le boutique che visitavano si trovavano tra Savile Row, Jermyn Street, Bond Street, Mayfair, oltre che qualche altro piccolo negozio in Burlington Arcade. «Così è stata davvero questa zona che ho usato come pietra di paragone per il film – conferma la Durran – soprattutto per stabilire se i vestiti che le persone indossavano erano il giusto tipo di vestiti, e se potevo immaginare che i miei costumi sarebbero potuti provenire da quei negozi».

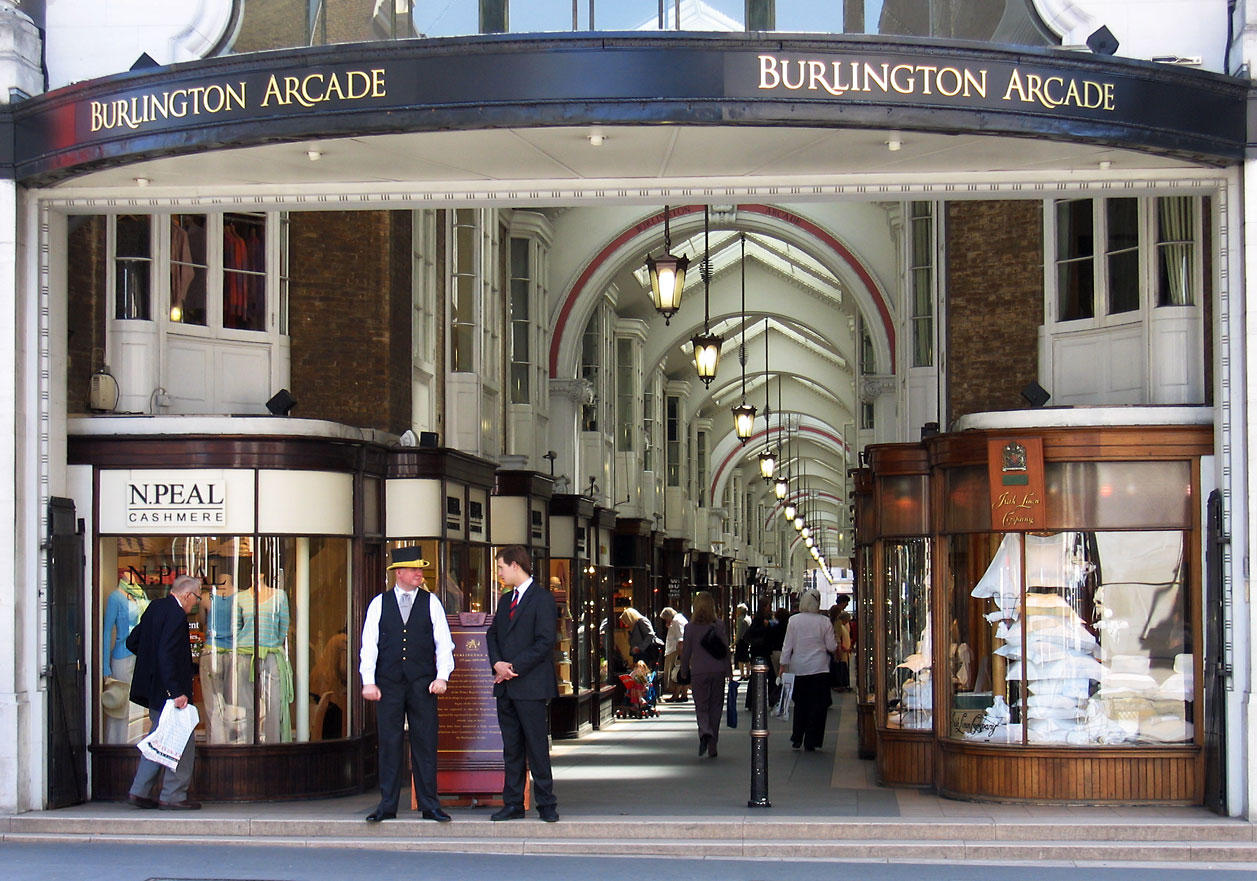
Burlington Arcade, secondo la costumista, era uno dei possibili luoghi dove le spie comperavano i propri abiti.

La Durran ha citato il costume di Smiley come esempio dell'attenzione di Alfredson ai dettagli e ai particolari, spiegando che «Tomas ha sempre dichiarato che desiderava che Gary indossasse un vestito grigio». Fu commissionato quindi ad un ex sarto di Savile Row di realizzare un vestito grigio scuro a tre pezzi in stile anni '50. Inizialmente il regista desiderava che Smiley indossasse solo quell'abito, tutti i giorni. Poi, però, venne preferita l'idea di utilizzare anche un cambio. Si decise così di adottare un semplice tweed grigio scuro. Per quanto riguarda gli altri personaggi, la Durran ha affermato di aver scelto un dettaglio significativo per ognuno e di essersi assicurata che questo venisse mantenuto costantemente nei costumi.
Per quanto riguarda il costume di Peter Guillam, interpretato da Benedict Cumberbatch, la costumista ha pensato che, essendo il più giovane tra i membri dell'ufficio, questi dovesse essere più alla moda. La Durran ha pensato che sarebbe stato l'unico tra i protagonisti che avrebbe indossato un pantalone leggermente svasato.
Invece per il costume di Bill Haydon, interpretato da Colin Firth, la Durran ha immaginato un completo unico che lo rendesse "appariscente". Secondo lei Haydon sarebbe stato il tipo che avrebbe comprato degli abiti un po' più alla moda, per esempio, avrebbe potuto indossare cravatte di seta indiana o altri abiti esotici, ma in ogni caso non avrebbe avuto un suo vero modo di vestire.
Invece Ricki Tarr, interpretato da Tom Hardy, secondo la costumista, era l'unico personaggio per cui creare più costumi diversi. Mentre creava i suoi abiti, ha rivelato di averlo paragonato ai personaggi interpretati da Steve McQueen, perché era il tipo «tutto-pantaloni dalle gambe molto dritte» e perché «a volte indossava scarpe da ginnastica e a volte portava mocassini e una giacca gialla». Per Tom Hardy la Durran ha creato diversi costumi, alcuni dei quali non sono apparsi nel film.
La Durran per i suoi costumi è stata candidata al BAFTA ai migliori costumi.

### Fotografia
La fotografia del film fu affidata a Hoyte van Hoytema. Hoytema ha rivelato che un riferimento visivo fondamentale fu London, City of Dreams, un libro fotografico di Erwin Fieger, che ritraeva la vita quotidiana negli anni sessanta a Londra, per cercare di ritrovare un'atmosfera sincera di quegli anni. «Quando parlavamo della fotografia... molto spesso ci riferivamo al modo di trovare un linguaggio che sottolineasse la visione di Tomas sull'MI6, ossia quella di un mondo molto burocratico: servizi segreti claustrofobici e non sempre così affascinanti e brillanti. Una società di uomini molto solitari... Era importante che il film non fosse troppo fresco o pulito»
Si decise di cercare un'immagine granulosa e tendenzialmente incolore. Il regista e Hoytema decisero di utilizzare molte texture e una sciatta fotografia analogica per catturare lo spirito del romanzo. Questo risultato sarebbe stato molto più difficile da raggiungere attraverso i media digitali: per questo motivo il film fu girato su pellicola. «Volevamo che la fotografia puzzasse — ha affermato Hoytema scherzando — Se fosse possibile ottenere dell'"odore" con le immagini, sarebbe una cosa bellissima». Per il film fu usato uno zoom meccanico. «Quando guardo i film degli anni '70, mi piace il fatto che gli zoom fossero così funzionali e solidi. Hanno un inizio e una fine, e mi piaceva utilizzare questa tecnica anche per questo film».
Il film fu girato principalmente con un'unica telecamera, anche grazie ad una scenografia creata per servirne una sola. Però, a causa della grande quantità di dialoghi, fu utilizzata, in alcune scene, una seconda telecamera per catturare le varie interpretazioni.
Un'altra decisione stilistica fu quella di inquadrare i personaggi attraverso porte, corridoi e finestre, per dare la sensazione che i personaggi siano osservati.
Per il suo lavoro Hoytema fu candidato al BAFTA alla migliore fotografia, all'European Film Awards per la miglior fotografia, al Las Vegas Film Critics Society Award alla migliore fotografia e all'American Society of Cinematographers Award alla migliore fotografia.

### Montaggio
Per il montaggio, la produzione scelse Dino Jonsäter, già collaboratore di Tomas Alfredson. Jonsäter e il regista, pensavano che l'emozione della storia fosse basata sulla sua complessità, sui colpi di scena, e sulla diffidenza creata dalla paranoia. «La vita emotiva della storia è almeno tanto importante quanto la trama — ha affermato Jonsäter — La creazione del senso di paranoia è stato l'elemento chiave del film. È qualcosa di più della semplice tensione... Direi, che è proprio questo il più grande risultato del film!».
Il regista e montatore determinarono una sequenza di azioni per raccontare la storia: «In primo luogo, una delle cose che abbiamo deciso di trasmettere al film è stata la complessità del libro. Questa è una parte fondamentale di qualsiasi storia. In secondo luogo, abbiamo deciso di creare un film dal ritmo lento. Quando si hanno talmente tante cose da raccontare e si ha così poco tempo... bisogna stare attenti a non accelerare il passo. Si deve essere in grado di lasciare ad ogni scena il tempo di cui ha bisogno...».
I realizzatori sono stati molto attenti a non avere dettagli fuori posto: «Questo è uno degli aspetti che più ho apprezzato del lavoro insieme a Tomas: lavorare sui dettagli e sull'autenticità» Inoltre: «Lavorare su ogni dettaglio è ciò che rende il film solido e affidabile e crea un legame con il pubblico».
Anche se il film non è mai stato formalmente testato, i realizzatori erano consci della confusione che una trama così complessa avrebbe potuto creare nel pubblico, perciò hanno ascoltato con attenzione chi lo aveva visionato ed effettuato le modifiche sulla base delle osservazioni fatte. Il film è stato montato in sei mesi. Il montaggio del film è stato candidato al BAFTA al miglior montaggio e all'Online Film Critics Society Award al miglior montaggio.

### Effetti speciali
Gli effetti speciali furono completati da Framestore durante la fase di post-produzione, tra giugno e luglio 2011. Il lavoro è stato completato negli uffici che la società possiede a Londra e a Reykjavík e la supervisione degli effetti visivi è stata condotta sul set da Christian Kaestner, che ha lavorato con la troupe a Londra e ad Istanbul. Durante il successivo periodo di post-produzione, gli effetti visivi sono stati controllati da Sirio Quintavalle. Circa un centinaio di scatti vennero commissionati a un'altra società, The Chimney Pot di Stoccolma.
Il regista girò le riprese in 35 mm, con scansione a 4K per ottenere l'atmosfera di autenticità e di paranoia che voleva.

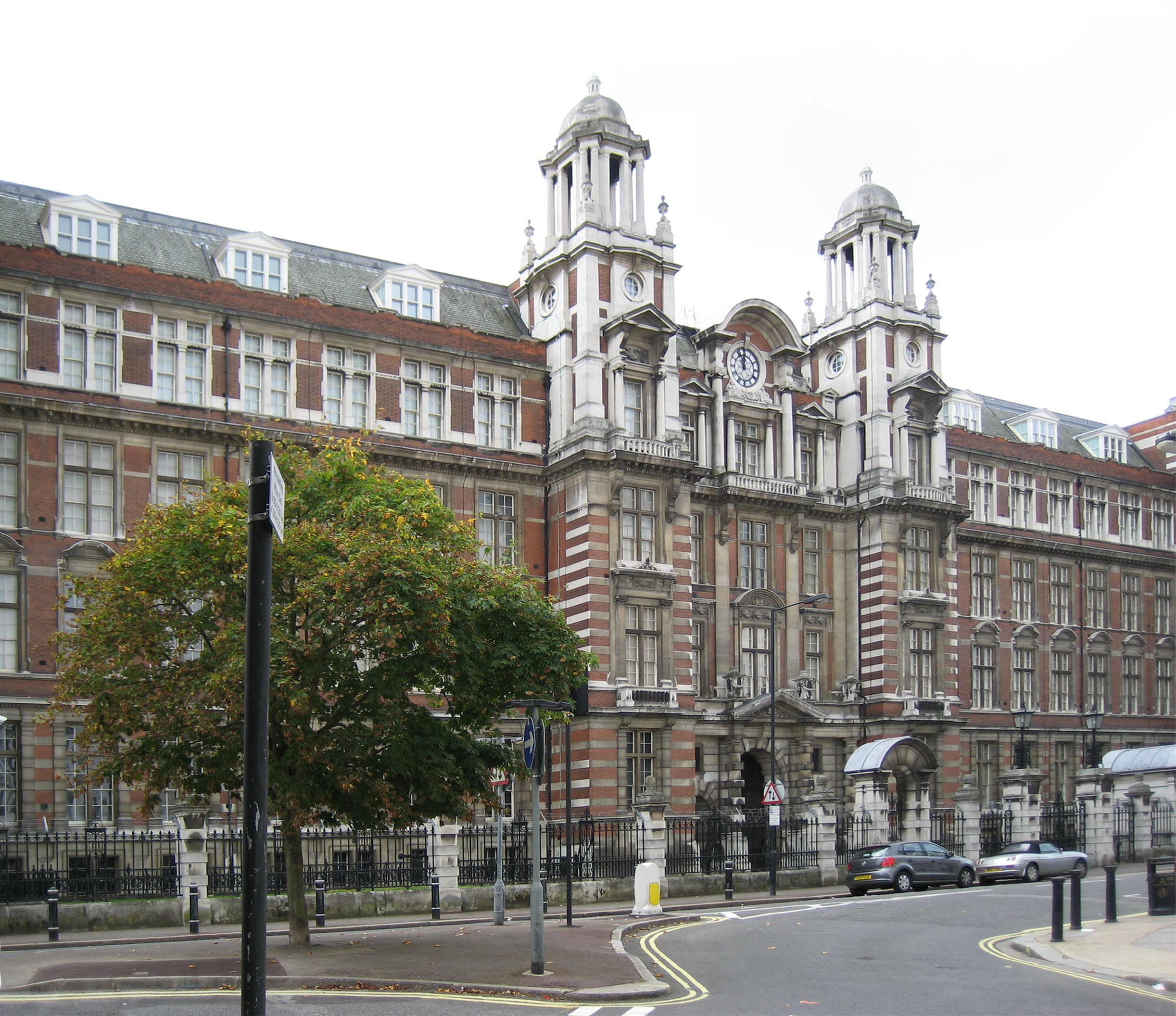
La Blyte House è stata scelta come set per l'esterno del Circus

## Colonna sonora
Nello stesso periodo di distribuzione del film è stata pubblicata la colonna sonora, composta dallo spagnolo Alberto Iglesias. L'album, intitolato Tinker Tailor Soldier Spy: Original Motion Picture Soundtrack è distribuito sotto l'etichetta Silva Screen Records.
| Recensione       | Giudizio |
| ---------------- | -------- |
| Empire           |          |
| Film Music Media |          |
| All Music Guide  |          |
| CineFile         |          |

Queste le tracce contenute nell'album:
1. George Smiley – 5:18
2. Treasure – 1:45
3. Witchcraft – 1:29
4. Islay Hotel – 0:57
5. Control – 2:09
6. Polyakov – 1:51
7. Alleline and Bland on the Roof – 2:24
8. Safe House – 1:39
9. Tarr and Irina – 5:09
10. Anything Else? – 3:27
11. Jim Prideaux – 2:09
12. Thursgood – 2:45
13. Karla – 2:52
14. Esterhase – 4:52
15. Guillam – 1:31
16. Control and Westerby – 4:02
17. Circus – 5:26
18. One's Gone – 3:38
19. Tinker Tailor Soldier Spy – 5:57

Nel film sono presenti anche altri quattro brani: "The Second Best Secret Agent in the Whole Wide World" intonato da Sammy Davis Jr. durante la prima delle tre delle scene natalizie in cui gli agenti del Circus festeggiano; "La Mer", canzone francese di Charles Trenet interpretata da Julio Iglesias nel finale; la canzone patriottica svedese "You Blessed Land" cantata da Jussi Björling; è inoltre presente, durante la seconda delle tre delle scene natalizie l'"Inno sovietico".
Per questa colonna sonora il compositore Alberto Iglesias ha ricevuto numerosi premi tra cui l'European Film Award alla miglior colonna sonora, l'Hollywood Film Festival Award al miglior compositore, il Music & Sound Award alla migliore composizione e lo Spanish Film Music Critics Award al miglior compositore spagnolo. Ha inoltre vinto il World Soundtrack Award alla migliore colonna sonora e il World Soundtrack Award al miglior compositore. È stato candidato all'Oscar alla migliore colonna sonora, al BAFTA alla migliore colonna sonora. Il sito internet Film Music Media ha posizionato al 3º posto tra le "10 migliori colonne sonore dell'anno" l'album del film.

## Promozione
La campagna pubblicitaria del film si incentrò su una campagna virale online, oltre alle tradizionali tipologie promozionali come poster, trailer e clip incentrate sui diversi aspetti della produzione, degli attori, dei personaggi e della storia. Il film fu promosso anche attraverso social network, concorsi e soprattutto tramite eventi, soprattutto anteprime speciali nelle maggiori città (Londra, Parigi, New York, Los Angeles) e interviste agli attori, ai produttori e al regista.

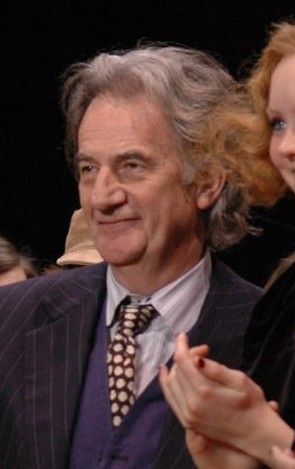
Paul Smith creò una collezione di locandine per il film.

Per la promozione della pellicola vennero diffuse numerose locandine che riprendevano le forme dei messaggi cifrati, alcuni elementi del film come scacchi o ricetrasmettitori, motivi grafici spartani e design minimalistici. Alcune di queste furono create dallo stilista Paul Smith e poste in vendita ad un prezzo che oscillava dalle 50 alle 100 sterline. Il profitto della vendita fu devoluto in beneficenza.
Il teaser trailer del film fu distribuito il 30 giugno 2011. Nell'agosto 2011 venne pubblicato il primo trailer. Nel settembre 2011 venne presentato il secondo trailer del film. Questo fu l'unico trailer del film ad essere tradotto in italiano.
La società di distribuzione Studio Canal commissionò una campagna virale di guerriglia marketing per sostenere online il lancio del film e aumentare così il passaparola. Per fare ciò alcuni membri della ditta, travestiti da spie degli anni settanta, finsero di abbandonare dossier segreti in automobili, su panchine, davanzali, tavoli, bar e altri luoghi londinesi. Fu anche girato un video sulla loro azione nella settimana precedente all'uscita del film. Il gruppo si mescolò ai pendolari e ai turisti di Londra nelle maggiori stazioni ferroviarie. La maggior parte delle persone, incuriosita dai fascicoli segreti che venivano lasciati, rispose positivamente alla promozione, che era abbinata ad un concorso online che dava la possibilità di vincere cimeli cinematografici.

## Distribuzione
L'anteprima del film avvenne durante la 68ª Mostra internazionale d'arte cinematografica di Venezia, dove la pellicola fu presentata in concorso. In seguito fu distribuito nel Regno Unito e in Irlanda il 16 settembre 2011. L'uscita nelle sale statunitensi fu fissata per il 18 novembre 2011. Nel mese di gennaio infatti, il film è stato riproposto in centinaia di sale statunitensi.
In Italia, l'uscita nelle sale cinematografiche avvenne il 13 gennaio 2012.

### Date di uscita
La prima inglese del film avvenne a Londra il 13 settembre 2011 
Negli Stati Uniti il film fu presentato inizialmente in uscita limitata il 9 dicembre 2011
Nel 2011 la pellicola è stata distribuita nel Regno Unito, in Svezia e in altri 11 paesi:
- 16 settembre in Irlanda e Regno Unito
- 17 novembre in Israele (Ha'hafarperet)
- 25 novembre in Polonia (Szpieg)
- 8 dicembre in Russia (Шпион, выйди вон!) e Ucraina
- 16 dicembre in Canada (La taupe) in uscita limitata e nei Paesi Bassi
- 22 dicembre in Portogallo (A Toupeira)
- 23 dicembre in Lituania (Bastunas, Siuvejas, Kareivis, Snipas) e Spagna (El topo)
- 25 dicembre in Svezia
- 30 dicembre in India

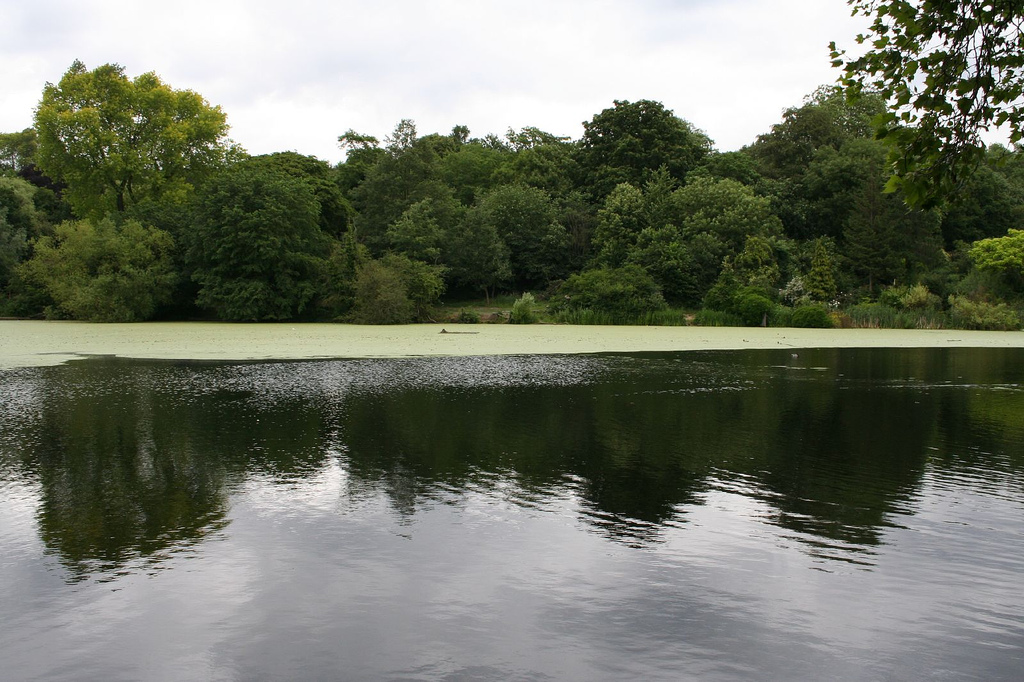
LHampstead Ponds, ossia la location dove è stata girata la scena in cui si vede Smiley nuotare

Nel 2012, invece, il film è stato distribuito negli Stati Uniti, in Italia e in altri 21 paesi del mondo:
- 6 gennaio negli Stati Uniti
- 13 gennaio in Brasile (O Espião Que Sabia Demais) e Italia (La talpa)
- 19 gennaio in Australia
- 26 gennaio in Ungheria (Suszter, szabó, baka, kém)
- 27 gennaio in Norvegia (Muldvarpen)
- 2 febbraio in Croazia (Decko, dama, kralj, spijun) e Germania (Dame König As Spion)
- 2 febbraio in Romania
- 8 febbraio in Belgio (La taupe) e Francia (La taupe)
- 9 febbraio in Danimarca (Dame, konge, es, spion) e Singapore
- 10 febbraio in Messico (El espía que sabía demasiado) e Turchia (Köstebek)
- 16 febbraio in Grecia (Kai o kliros epese ston Smiley)
- 23 febbraio in Argentina (El topo)
- 24 febbraio in Bulgaria (Дама, поп, асо, шпионин) e Uruguay (El Topo)
- 2 marzo in Finlandia (Pappi lukkari talonpoika vakooja)
- 15 marzo in Perù (El espía que sabía demasiado) e Hong Kong
- 21 aprile in Giappone (Uragiri no saakasu)
- 7 giugno in Cile (El espía)
- 30 novembre in Venezuela

### Divieti
Diversi elementi del film portarono a divieti nei paesi in cui venne distribuito.
Negli Stati Uniti la Motion Picture Association of America (MPAA) espresse un rating R (restricted), ossia vietato ai minori di 17 anni non accompagnati dai genitori, a causa di contenuti legati a «violenza, un po' 'di sessualità/nudità e linguaggio»
In Italia e in Francia, invece, il film è stato distribuito con il visto censura "film per tutti".
I maggiori divieti si sono avuti in India, in Malaysia e a Singapore dove, al momento della distribuzione, la visione del film è stata consentita ad un pubblico di soli adulti, dai 18 anni in su in modo obbligatorio.
- Argentina – Vietato ai minori di 16 anni se non accompagnati da un adulto
- Australia – Vietato ai minori di 15 anni se non accompagnati da un adulto
- Brasile – Vietato ai minori di 14 anni se non accompagnati da un adulto
- Canada
  - Vietato ai minori di 14 anni se non accompagnati da un adulto (nella Columbia Britannica)
  - Vietato ai minori di 18 anni se non accompagnati da un adulto (nell'Alberta)
  - Vietato ai minori di 14 anni se non accompagnati da un adulto (nell'Ontario)
  - Vietato ai bambini se non accompagnati da un adulto (nel Manitoba)
  - Vietato ai minori di 13 anni se non accompagnati da un adulto (nel Québec)
- Corea del Sud – Vietato ai minori di 15 anni se non accompagnati da un adulto
- Finlandia
  - Vietato ai minori di 15 anni se non accompagnati da un adulto (distribuzione cinematografica)
  - Vietato ai minori di 16 anni se non accompagnati da un adulto (edizione DVD e Blu-Ray)
- Germania – Vietato ai minori di 12 anni

- Giappone – Vietato ai minori di 15 anni
- India – Vietato ai minori di 18 anni
- Irlanda – Vietato ai minori di 15 anni se non accompagnati da un adulto
- Malaysia – Vietato ai minori di 18 anni
- Messico – Vietato ai minori di 15 anni se non accompagnati da un adulto
- Norvegia – Vietato ai minori di 15 anni
- Paesi Bassi – Non consigliato ai minori di 16 anni
- Portogallo – Vietato ai minori di 12 anni se non accompagnati da un adulto
- Regno Unito – Vietato ai minori di 15 anni
- Singapore – Vietato ai minori di 18 anni
- Stati Uniti d'America – Vietato ai minori di 17 anni se non accompagnati da un adulto
- Svezia – Vietato ai minori di 15 anni
- Svizzera
  - Vietato ai minori di 14 anni (nel Canton Ginevra)
  - Vietato ai minori di 16 anni (nel Canton Vaud)

### Edizione italiana
L'edizione italiana del film, distribuita da Medusa Film presenta il titolo La talpa, scelto dai distributori anche perché sia il libro che la serie tv sono state tradotte allo stesso modo. Il doppiaggio italiano è stato curato da Cinecittà Digital Factory, in collaborazione con la società PCM Audio che si è occupata anche della sonorizzazione. La direzione del doppiaggio è stata affidata a Mario Cordova che, assistito da Roberta Schiavon, ha diretto un cast composto, tra gli altri, da Stefano De Sando, Giorgio Lopez, Marco Foschi, Luca Biagini, Antonio Sanna e Roberto Stocchi. Come fonico di doppiaggio è stato scelto Marco Del Riccio, mentre come fonico di mix Fabrizio Pesce. Come sincronizzatore è stato chiamato Paolo Brunori.
Il doppiaggio del film ottenne diverse candidature all'Italian Online Film Actors & Dubbers Award, tra le quali una per il miglior doppiatore, successivamente vinta, a Stefano De Sando, per aver doppiato il protagonista Gary Oldman.

### Edizioni home video
La talpa è stato reso disponibile in versione home video negli Stati Uniti a partire dal 20 marzo 2012. In Italia invece, a partire dal 25 luglio 2012 sono state messe in vendita due differenti edizioni, entrambe a doppio disco, DVD e Blu-ray. I contenuti speciali disponibili sono: un commento al film di Tomas Alfredson e Gary Oldman;, quattro featurette con lo scopo di esplicare alcuni aspetti del film e del periodo della guerra fredda: l'autore John le Carré, il personaggio di George Smiley, il Circus e lo spionagio dell'epoca; interviste al regista Tomas Alfredson, allo sceneggiatore Peter Straughan a Gary Oldman a Tom Hardy e a Colin Firth; alcune fra le scene del film tagliate dal montaggio; uno speciale che fa vedere alcuni momenti salienti durante le riprese sul set; e i trailer.
Negli Stati Uniti l'edizione home video ha incassato in totale 4 513 258 dollari.

## Accoglienza

### Incassi

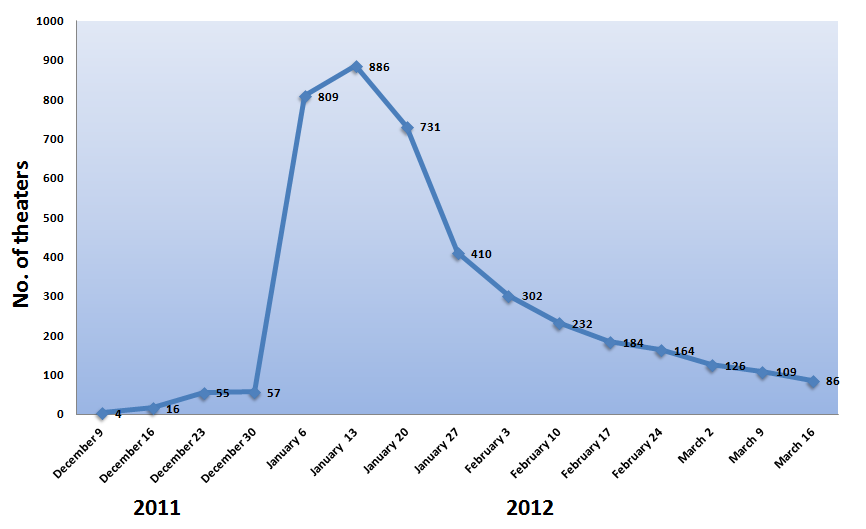
Grafico sull'andamento della distribuzione del film negli Stati Uniti.

La pellicola uscì il 16 settembre 2011 nelle sale britanniche. Nella prima settimana incassò circa 6,9 milioni di sterline e rimase al 1º posto al botteghino per tre settimane consecutive. Nel Regno Unito il film guadagnò 22 460 401 dollari. Con tale incasso il film fu il 26º maggior incasso inglese per l'anno 2011.
Negli Stati Uniti il film esordì il 9 dicembre 2011 in sole 4 sale, guadagnando un totale di 301 000 dollari. In tutto la pellicola, negli Stati Uniti, guadagnò 24 149 393 dollari.
L'incasso in Italia ammontò a 2 747 981 euro, all'8 luglio 2012. Con questo guadagno la pellicola fu il 61º maggior incasso italiano per la stagione 2011/2012.
Box Office Mojo riporta che il film ha guadagnato globalmente 80 630 608 dollari. Con questo guadagno il film fu l'81º maggior incasso internazionale per l'anno 2011.

### Critica
(Daniel Green su Cinevue)
La talpa ha ricevuto recensioni molto positive da parte della critica internazionale. Il film possiede correntemente, un rating d'approvazione pari all'83%, basato su 202 recensioni raccolte dall'aggregatore Rotten Tomatoes, con la dicitura, "La talpa è un puzzle denso di ansia, paranoia e spionaggio, che il regista Tomas Alfredson ha unito assieme con la massima abilità". A titolo di confronto, l'aggregatore Metacritic, che assegna un punteggio posto in un intervallo 0-100 sulla base delle recensioni da parte della critica più affidabile, ha calcolato un punteggio di 85 sulla base di 42 recensioni, equivalente a "successo universale". Invece l'aggregatore Movie Review Intelligence assegna, sulla base di 49 recensioni della critica statunitense, un punteggio dell'86%, con la dicitura "recensioni sensazionali".

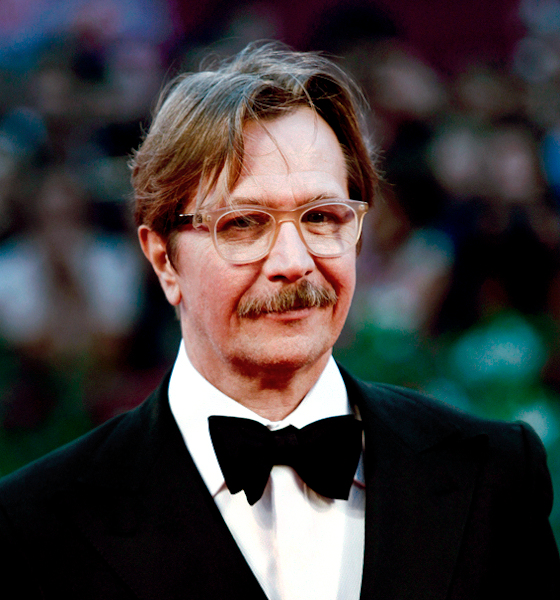
Gary Oldman a Venezia nel 2011

La critica italiana ha risposto in modo particolarmente favorevole al film. Paolo Mereghetti scrive sul Corriere della Sera: «Il film mette in campo un gruppo di attori tutti davvero perfetti nel restituire le sfumature dei singoli personaggi e le complessità di un mestiere che ha ben poco di eroico e di gratificante. Ma che per lo spettatore può essere l'occasione per riconciliarsi con un cinema professionale, avvincente e, perché no? Intelligente!» e assegna al film cinque stelle. Lo stesso punteggio è attribuito al film da Valerio Caprara su Il Mattino: «Un film di gran classe, tratto da un bestseller di qualità e adatto - deo gratias - a un pubblico adulto desideroso di avvincenti coinvolgimenti e non solo di lauree in cinefilia. La talpa, inoltre, è in grado di suscitare un fenomeno del tutto sconosciuto a intere generazioni di spettatori da multiplex: l'accesa discussione all'uscita dal cinema. Bisogna anche aggiungere, per amore di verità, che la proiezione della copia sottotitolata all'ultima Mostra di Venezia aveva seminato crisi di comprensione persino tra le file degli agguerritissimi convenuti: si spera che adesso, grazie alla versione italiana, il suaccennato dibattito sui personaggi, gli intrecci e il tourbillon d'ambientazioni si svolga in modi e toni meno precari o smarriti». 

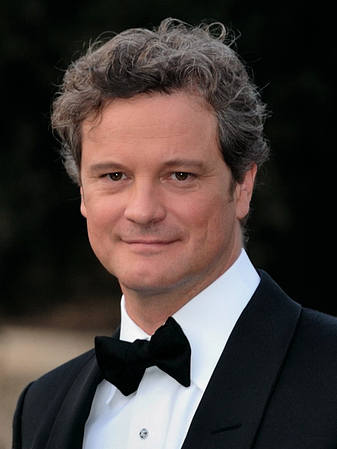
Colin Firth a Venezia nel 2009

 Marianna Cappi su MYmovies scrive: «Il vero valore aggiunto del film, il tocco che quasi riscrive il genere di appartenenza di questa pellicola, è il suo cuore sentimentale, addirittura romantico. Trattenuto, imploso, mostrato per piccoli indizi, quasi fossero distrazioni, il sentimento amoroso (tragico ma vitalissimo) è ciò che scalda il film di Alfredson da cima a fondo: il punto debole che fa la sua forza, il dettaglio che fa la sua grandezza», assegnando al film quattro stelle. Maurizio Acebi su Il Giornale scrive: «È l'antitesi degli 007 cinematografici, film caratterizzati per il DNA tutto azione e seduzione. Eppure, La talpa, tratto dall'omonimo romanzo di John le Carré, è una delle migliori spy-story viste negli ultimi anni. A dimostrazione che quando hai un regista che sa fare il suo mestiere (il bravissimo e talentuoso svedese Tomas Alfredson, già ammirato dietro la macchina da presa dell'horror d'autore Lasciami entrare) ed un cast praticamente perfetto (dai protagonisti ai comprimari), si possono tirar fuori grandi film pur senza spettacolarizzazioni, effetti speciali e belle donne» e attribuisce al film un giudizio di cinque stelle.
Il film più volte è stato osannato dalla critica come un capolavoro, e un cult del genere spionaggio. Valerio Sammarco su Cinematografo.it intitola la sua recensione sulla pellicola "Dal capolavoro di Le Carré a quello di Alfredson: che cerca la spia infiltrata e trova il cinema" e scrive: «nessuna concessione allo spettacolo, esaltazione silenziosa di ogni singolo dettaglio, estetica della sottrazione mirata a ritrovare il senso più profondo, efficace, di ogni singola parola in ogni singolo dialogo, di ogni inquadratura o movimento di macchina, solo in apparenza saltuariamente accessori, o di raccordo», e continua «lo spettatore è invitato a compiere una scelta [...] ad accettare o meno l'invito, a scommettere o meno sulla propria capacità d'osservazione». Su Vogue, Emanuele Lugli scrive sul film: «un capolavoro! [...] "Tinker Tailor Soldier Spy" (utilizziamo il titolo originale) è infatti un capolavoro di ellissi, una procedura di retorica che lascia tutto ciò che non è essenziale fuori della storia» paragonandolo addirittura a film come Pulp Fiction e Il Gattopardo.

### Primati
La talpa è apparso in più di cento "top ten" di premi internazionali, giornali, riviste cinematografiche e siti internet. Nella "top thirty" nel sito Metacritic per i migliori film nel 2011, che raccoglie le "top ten" delle più importanti riviste americane, La talpa si è classificata 11ª a pari merito con Margaret. In particolare la rivista cinematografica inglese Empire, considerata una delle più autorevoli riviste britanniche nel campo cinematografico, ha stilato la classifica dei "100 migliori film britannici" della storia e ha posizionato La talpa al 94º posto. In più il sito internet Close-Up Film, attivo nel campo cinematografico, ha elevato il film al rango di "miglior film di spionaggio di tutti i tempi". Anche il sito internet Stuff.tv include la pellicola tra i "migliori 25 film di spionaggio di sempre". Il sito CultBox lo include nella lista dei "5 migliori film di spionaggio della storia". Inoltre, il sito Britscene pone la pellicola al 3º posto tra i "migliori 10 film britannici di spionaggio". Successivamente, dalla sua uscita, il film appare al 66º posto tra i "100 migliori film della storia" sul sito Filmtotaal. Il critico cinematografico Kenneth Turan, del Los Angeles Times l'ha considerato il "miglior racconto di spionaggio dei nostri tempi". Il film è apparso sulle seguenti liste dei "migliori dieci film del 2011/2012":
- 1º – Mark Burger, Yes! Weekly
- 1º – William Chadwick, We got this covered
- 1º – Tony Dayoub, Cinema Viewfinder
- 1º – Film e dvd
- 1º – Robert Horton, Everett Herald
- 1º – Richard T. Jameson, MSN Movies
- 1º – Jason Janego, The Weinstein Company
- 1º – Oliver Lyttelton, The Playlist
- 1º – Kieron Moore, The Film Pilgrim
- 1º – Giuseppe Romani, Cinema & Recensioni
- 1º – Alex Salzedo, The Film Pilgrim
- 1º – Uncut
- 1º – Sara Vizcarrondo, Boxoffice
- 2º – Ali Arikan, Roger Ebert's Far-Flung Correspondents
- 2º – Robert Bernocchi, MYmovies
- 2º – Janos Gereben, San Francisco Examiner
- 2º – David Germain, Associated Press
- 2º – Jason Solomons, The Guardian
- 2º – Chuck Wilson, L. A. Weekly
- 3º – Bastardi per la gloria
- 3º – Sheila Benson, Seattle Weekly
- 3º – Brian Miller, Seattle Weekly
- 3º – Walter Chaw, Film Freak Central
- 3º – Bill Chambers, Film Freak Central
- 3º – Cheryl Eddy, San Francisco Bay Guardian
- 3º – Gregory Ellwood, Hitfix
- 3º – Jim Emerson, MNS Movies
- 3º – Pierpaolo Festa, Film.it
- 3º – Chris Hewitt, St. Paul Pioneer-Press
- 3º – Harry Knowles
- 3º – Kat Murphy, MSN Movies
- 3° – Kurt Osenlund, Keyframe Blog
- 3º – Sheridan Passell, Movie Moron
- 3º – Betsy Sharkey, Los Angeles Times
- 3º – Amy Taubin, Film Comment Magazine
- 3º – Stephanie Zacharek, Movieline
- 4º – Sam Adams, A.V. Club
- 4º – Peter Bradshaw, The Guardian
- 4º – Peter Canavese, Palo Alto Online
- 4º – Michael Cusumano, Serious Film
- 4º – Andrea Gronvall, Chicago Reader
- 4º – Marie Therese Guirgis
- 4º – Don Kaye, MSN Movies
- 4º – Anthony Kaufman, Indiewire
- 4º – Simon Kinnear, Total Film
- 4º – Owen Nicholls, NME
- 4º – London Film Critics Circle Award
- 4º – Sydney Film Festival
- 4º – Drew Taylor, The Playlist
- 4º – Time Out London
- 4º – Gene Triplett, The Oklahoman
- 4º – Keith Uhlich, Time Out New York
- 5º – Chris Bumbray, JoBlo
- 5º – Timothy Brayton, Keyframe Blog

- 5º – Adrian Largey, The Film Pilgrim
- 5º – Ray Pride, Movie City News
- 5º – Sam Tipton, The Film Pilgrim
- 5º – David Whitehead, The Film Pilgrim
- 5º – Xan Brooks, The Guardian
- 6º – Michael Barker, Sony Pictures Classics
- 6º – Jeannette Catsoulis, New York Times
- 6º – Matt DeGroot, Poptimal
- 6º – Empire
- 6º – Stephen Bradley, Washington Times
- 6º – Devin Faraci
- 6º – Keith Simanton, Internet Movie Database
- 6º – Peter Travers, Rolling Stone
- 7º – Melissa Anderson, Village Voice
- 7° – Dan Callahan, Keyframe Blog
- 7º – Bill Desowitz, Indiewire
- 7º – Kimberley Jones, Austin Chronicle
- 7º – Andrew Schenker, Slant Magazine
- 7º – Michael Sicinski, Cinema Scope
- 7º – Matthew Wilder, Nashville Scene
- 8º – Keyframe Blog
- 8º – Alexandra Ferguson, The Film Pilgrim
- 8º – Tyler Hanley, Palo Alto Online
- 8º – Anita Katz, San Francisco Examiner
- 8º – Mark Kermode, BBC
- 8º – Omar P. L. Moore, The Popcorn Reel
- 8º – Susan Tavernetti, Palo Alto Online
- 9º – Jim Brunzell III, Twin Cities Daily Planet
- 9º – Jaime N. Christley, Slant Magazine
- 9º – Matt Dentler, Head of Content
- 9º – Larry Gross
- 9º – Beth Hanna, Indiewire
- 9º – Peter Hartlaub, San Francisco Chronicle
- 9º – Liam Lacey e Rick Groen, The Globe and Mail
- 9º – Michael Phillips, Chicago Tribune
- 10º – Peter Keough, Boston Phoenix
- 10º – Keith Phipps, A.V. Club
- 10º – Peter Rainer,The Christian Science Monitor
- 10º – Sight & Sound
- 10º – Peter Simek, D Magazine
- 10º – Glenn Whipp, MSN Movies
- N/A – Cinetalk
- N/A – Jacob Combs, Indiewire
- N/A – Ken Eisner, Georgia Straight
- N/A – Dennis Hartley, Digby's Hullabaloo
- N/A – Bruce Ingram, Sun-Times Media Group
- N/A – Patty Jones, Georgia Straight
- N/A – Mark Keizer, Boxoffice
- N/A – Movies.com
- N/A – Mark Rabinowitz, Indiewire
- N/A – Kent Tentschert, West End Word
- N/A – Kenneth Turan, Los Angeles Times
- N/A – Richard von Busack, Metro Newspapers
- N/A – Kim Voynar, Movie City News

La talpa è apparso inoltre nell'edizione 2012 dei 1001 Movies You Must See Before You Die, ed è anche stato scelto come film di copertina. La sua presenza è stata riconfermata anche nell'edizione 2013 della raccolta. Il sito FlickFeast.com lo ha inserito al 10º posto nella classifica dei "10 migliori adattamenti cinematografici di tutti i tempi". La pellicola è inoltre presente nelle seguenti liste dei "migliori dieci film britannici del 2011":
- 1º – Paul Martin, MovieMoron
- 1º – Squidoo.com
- 3º – Daniel Stephens, Top 10 Films
- 6º – Briscene
- N/A – Paolo Marzola

## Riconoscimenti
Sia Working Title Films che StudioCanal puntarono molto sulla candidatura del film agli Oscar, promuovendolo sia attraverso alcuni manifesti promozionali (i cosiddetti For Your Consideration), sia proponendo la pellicola nelle sale cinematografiche statunitensi nel gennaio precedente alla cerimonia di assegnazione. La talpa ha ricevuto tre candidature ai Premi Oscar 2012: miglior attore protagonista a Gary Oldman, migliore sceneggiatura non originale a Bridget O'Connor, Peter Straughan e miglior colonna sonora a Alberto Iglesias, senza vincerne nessuna.
Ai Premi BAFTA 2012 la pellicola ha ricevuto undici candidature tra cui: miglior film, migliore regia a Tomas Alfredson e miglior attore protagonista a Gary Olman. Alla cerimonia di premiazione il film ha ricevuto due premi: miglior film britannico e migliore sceneggiatura non originale.
Alla cerimonia di premiazione degli Empire Awards 2012 la pellicola ha ricevuto tre premi: miglior film britannico, miglior thriller e miglior attore protagonista a Gary Oldman. Il film aveva inoltre ricevuto precedentemente altre due candidature: miglior film e miglior regista a Tomas Alfredson.
Ai San Francisco Film Critics Circle Awards la pellicola ha ricevuto due premi: miglior attore a Gary Olman e migliore sceneggiatura non originale a Bridget O'Connor e Peter Straughan.
La talpa, ai Richard Attenborough Regional Film Awards, premi cinematografici intitolati al regista Richard Attenborough, ha vinto tre premi: miglior film britannico, miglior attore britannico a Gary Olman, e migliore sceneggiatura a Bridget O'Connor e Peter Straughan.
- 2012 - Premio Oscar
  - Candidatura miglior attore protagonista a Gary Oldman
  - Candidatura migliore sceneggiatura non originale a Bridget O'Connor e Peter Straughan
  - Candidatura miglior colonna sonora a Alberto Iglesias
- 2012 - Premio BAFTA
  - Miglior film britannico a Tim Bevan, Eric Fellner e Robyn Slovo
  - Migliore sceneggiatura non originale a Bridget O'Connor e Peter Straughan
- 2012 - Palm Springs International Film Festival
  - Migliore stella internazionale del cinema a Gary Oldman
- 2012 - European Film Awards
  - Migliore scenografia a Maria Djurkovic
  - Miglior colonna sonora a Alberto Iglesias
- 2012 - Premio IFTA
  - Miglior film internazionale
- 2012 - KCET Lumiére
  - Lumière Award a Gary Oldman
- 2012 - Richard Attenborough Regional Film Awards
  - Miglior film inglese dell'anno
  - Miglior attore inglese dell'anno a Gary Oldman
  - Migliore sceneggiatura a Bridget O'Connor e Peter Straughan
- 2012 - Empire Awards
  - Miglior film britannico
  - Miglior thriller
  - Miglior attore protagonista a Gary Olman
- 2012 - Premio Cinema Ludus[153]
  - Gran Prix al miglior film a Tomas Alfredson
  - Prix al miglior attore a Gary Oldman
  - Miglior film europeo
  - Migliore regia europea a Tomas Alfredson
  - Miglior attore europeo a Gary Oldman
  - Migliore sceneggiatura europea a Bridget O'Connor e Peter Straughan
  - Miglior contributo tecnico europeo a Maria Djurkovic
  - Miglior produttore a Tim Bevan e Eric Fellner
- 2012 - Golden Trailer Awards
  - Migliore locandina di un film indipendente a Ignition Print
- 2012 - London Critics Circle Film Awards
  - Migliori dieci film a Tim Bevan, Eric Fellner e Robyn Slovo
  - Miglior contributo tecnico a Maria Djurkovic e Peter Straughan
- 2013 - Italian Directing Award[154]
- 2013 - European Independent Film Critics Awards[155][156]
  - Miglior film
  - Miglior regia a Tomas Alfredson
  - Miglior produttore a Tim Bevan, Eric Fellner e Robyn Slovo
  - Miglior attore a Gary Oldman
  - Miglior attore non protagonista a John Hurt
  - Migliore scenografia a Maria Djurkovic
  - Migliore colonna sonora a Albero Iglesias
- 2012 - Lancashire Film Critics Awards[157]
  - Miglior film
  - Miglior regia a Tomas Alfredson
  - Miglior attore a Gary Oldman
  - Migliore sceneggiatura a Bridget O'Connor e Peter Straughan
- 2013 - Burgundy Film Critics Awards[158]
  - Miglior film straniero a Tomas Alfredson
- 2012 - Central Ohio Film Critics Association Awards
  - Miglior cast

- 2012 - YouMovie Awards[159][160]
  - Miglior film
  - Miglior film drammatico
  - Miglior thriller
  - Migliore regia a Tomas Alfredson
  - Miglior attore protagonista a Gary Oldman
  - Miglior cast
  - Migliore sceneggiatura a Bridget O'Connor e Peter Straughan
  - Miglior trailer a Mark Wollen & Associates
- 2012 - Crime Thriller Awards
  - Miglior film
- 2012 - Italian Online Film Actors & Dubbers Award[161][162]
  - Miglior attore straniero a Gary Oldman
  - Miglior cast straniero
  - Miglior doppiatore a Stefano De Sando
  - Premio del pubblico alla migliore interpretazione dell'anno a Gary Olman
- 2012 - Evening Standard British Film Awards
  - Premio speciale "Alexander Walker" a John Hurt
- 2012 - Online Film & Television Association
  - Migliore sceneggiatura non originale a Bridget O'Connor e Peter Straughan
  - Miglior cast
  - Miglior casting a Jina Jay
- 2012 - International Online Film Critics' Poll[163][164][165]
  - Miglior film
  - Migliori dieci film
  - Migliore regia a Tomas Alfredson
  - Migliore attore protagonista a Gary Oldman
  - Miglior cast
  - Migliore sceneggiatura non originale a Bridget O'Connor e Peter Straughan
  - Migliore scenografia a Maria Djurkovic
- 2012 - Premio Italia Sceneggiatura[166]
  - Miglior film
  - Migliori dieci film
  - Migliore sceneggiatura non originale a Bridget O'Connor e Peter Straughan
  - Premio speciale alla miglior regia a Tomas Alfredson
  - Premio speciale alla migliore interpretazione a Gary Oldman
- 2012 - Spanish Film Music Critics Awards
  - Miglior compositore spagnolo a Alberto Iglesias
- 2012 - Music & Sound Awards
  - Miglior composizione originale a Alberto Iglesias
- 2012 - British Film Bloggers Circle
  - Miglior sceneggiatura non originale a Bridget O'Connor e Peter Straughan
- 2012 - World Soundtrack Awards
  - Migliore colonna sonora a Alberto Iglesias
  - Miglior compositore a Alberto Iglesias
- 2012 - Russian Internet Movie Awards
  - Miglior attrice russa a Svetlana Khodchenkova
- 2012 - Conch Awards
  - Miglior sonoro di un film a Stephen Griffiths
- 2011 - Hollywood Film Festival
  - Miglior compositore a Alberto Iglesias
- 2011 - Brisbane International Film Festival[167]
  - Premio del pubblico – Migliori dieci film
- 2011 - San Francisco Film Critics Circle
  - Miglior attore a Gary Oldman
  - Migliore sceneggiatura non originale a Bridget O'Connor e Peter Straughan
- 2011 - Stockholm Film Festival
  - Premio FIPRESCI a Tomas Alfredson

## Tematiche
Il film mostra allo spettatore numerose tematiche. Molte di queste sono state riprese dal libro di John le Carré. «Naturalmente non si può inserire ogni dettaglio presente in un romanzo di 349 pagine in un film — afferma Alfredson — Ma si possono prendere i temi, cogliere gli elementi e delineare i momenti per cercare di descrivere quanto accade».
Il regista rivela anche che con "La talpa" crede di aver realizzato un film sulla fedeltà e sugli ideali: valori che, a suo parere, sono di grande attualità «principalmente perché forse sono così rari di questi tempi».
L'aspetto di attualità riguarda il modo in cui le persone tradiscono la fiducia. La talpa è quindi soprattutto una storia di amore e amicizia, di lealtà e tradimento, di perdono e vendetta.
Le Carré ha affermato: «Questo mondo segreto, per me, rappresentava anche una metafora sul mondo in cui viviamo; ci inganniamo l'un l'altro, inganniamo noi stessi, inventiamo delle storielle e recitiamo la vita invece che viverla».
Con le sue tematiche di inganno e tradimento oltre che di onestà e disonestà, questa è una storia su persone che indagano sulle vite degli altri – pur non essendo sincere riguardo alla propria. È una storia universale.
Il film è un saggio sull'essere uomo in un posto di lavoro così particolare. È un film sulla solitudine, i personaggi sono alienati e soli, possono contare solo sull'onestà reciproca. Per questo, in quel mondo, è importante la lealtà. Sono persone che hanno sacrificato la loro vita, l'amore. Questi uomini, le spie, sono l'agnello sacrificale della pace raggiunta. Per il regista infatti «Questa storia incarna e riflette in particolare le eterne e drammatiche questioni di amicizia, tradimento e fedeltà»,
Un altro tema trattato è quello dell'omosessualità. Infatti in quel periodo, nel Regno Unito, così come negli altri paesi, questa non veniva ammessa e c'erano spie e agenti che non potevano dichiararsi apertamente altrimenti sarebbero stati uccisi o ricattati. Un altro tema è quello della bisessualità. Bill Haydon è infatti bisessuale.
Il film, inoltre, non è del tutto privo di umorismo. Più scene tendono a prendere in giro il mondo sovietico o più in generale, anche il mondo dello spionaggio. Una di queste, ad esempio è la scena in cui, durante la festa di Natale, un agente travestito da Lenin, inizia a cantare l'inno sovietico.
Il film, comunque è una storia di spionaggio e come tale presenta anche un modello di «vero giallo». Il mondo dello spionaggio, ritratto come mondo malinconico e «impostato in piccole stanze intrise di nicotina e burocratico sudore», rimane uno dei temi centrali del film. I personaggi, ritratti come giocatori solitari, così come le spie reali, hanno rinunciato alla loro vita per perseguire uno scopo. Il motivo ricorrente della scacchiera si adatta al modus operandi dello spionaggio: ogni mossa ha delle implicazioni e delle sottigliezze che devono essere chiaramente esaminate e meditate prima di essere attuate e le spie sono le pedine. Il traditore quindi è la metafora del punto debole di una intelligence governativa che dovrebbe essere inattaccabile, ma è anche immagine e allegoria dei punti deboli che ogni personaggio ha. I personaggi, come ripreso dal motivo della scacchiera, appaiono come pedine di un gioco più grande di loro. Personaggi visti come malinconici prigionieri delle loro missioni e del loro lavoro, che sono diventate una vera e propria "vita parallela" che ha finito per soffocare le loro realtà interiori.

## Merchandising
I prodotti derivati dal film interessarono una vasta gamma di oggetti.
Moltissimi furono i concorsi organizzati per commerciare il film, in cui furono messi in palio numerosi prodotti tra cui, soprattutto, il DVD e il Blu-Ray del film. Altri esempi furono gli album con la colonna sonora, t-shirt con il logo del film o penne con registratori vocali simili agli strumenti spionistici degli anni settanta. Dopo l'uscita del film fu ristampato il tascabile di Le Carré, con la locandina del film come immagine di copertina.
Furono anche messi in vendita dei post-it e alcune scacchiere di lusso col logo del film.